# Titan (épave)
Pour les articles homonymes, voir Titan.
Sans rapport avec Le Naufrage du « Titan », roman écrit dix-sept ans avant le naufrage du Titanic.
Titan est le nom d'épave d'un navire de commerce romain. Le naufrage a lieu au milieu du Ier siècle av. J.-C. à l’est de l'île du Levant — fraction de la commune française d'Hyères. Son nom tient à la proximité de l'île qui  dès le XVIe siècle se nomme aussi île du Titan.
L'épave est inventée en 1952 par Jacques Piroux alors qu'il pêche au narguilé. En 1954 il est décidé de mener sur cette épave la seconde fouille archéologique sous-marine sur les côtes françaises. Celle-ci est conduite en 1957 en soixante-deux jours par Philippe Tailliez. Alors que la discipline est balbutiante, la campagne est préparée avec une approche scientifique encore reconnue au XXIe siècle. Ce capitaine de frégate, commandant du Groupe d'étude et de recherches sous-marines (GERS), forme son équipe avec des marins militaires et parmi eux des plongeurs qui utilisent des scaphandres autonomes. Le soutien logistique, dont un chaland base équipé, lui est fourni par la Marine nationale. Ainsi, l'ensemble supervisé à terre par le directeur des antiquités de Provence Fernand Benoit, relève de militaires. Elle est particulièrement novatrice avec notamment un croquis et une couverture photographique du site, un système de localisation des vestiges, des films et ultérieurement une étude de l'architecture du bateau d'après des dessins. À terme l'ensemble est entreposé à la Tour royale à Toulon.
Individuellement aucune pièce ne semble particulière, mais l'ensemble parait spectaculaire et sert encore de référence. Les éléments relevés sont initialement classés selon les connaissances de l'archéologie classique terrestre, puis ils suivent au fil du temps celle-ci pour être encore répertoriés au début du XXIe siècle. Les dessins du matériel de bord permettent de situer d'autres épaves puisque le naufrage est daté. Les amphores, qui forment la cargaison, appartiennent aux types Dressel 12A et « Titan » variante B provenant d'un atelier de production de Bétique toujours inconnu au début du XXIe siècle. Elles contiennent des salaisons et sauces de poissons. Quant à l'architecture de ce navire à fond plat, elle demeure l'une des références en matière de construction bordé premier.
La première difficulté est la lutte contre le pillage, notamment de la cargaison d'amphores, alors que la législation de l'époque s'avère balbutiante. Puis lors de la fouille se posent le problème de la conservation du bois gorgé d'eau, qui n'est pas toujours pas résolu de façon définitive au début du XXIe siècle. Quant au caractère scientifique de l'archéologie sous-marine, avec ou sans la présence d'un archéologue sur le lieu de fouille, il fait débat. Ainsi à une date où la plongée en est à ses débuts, il semble difficile d'être un archéologue-plongeur.

## Naissance de l'archéologie sous-marine

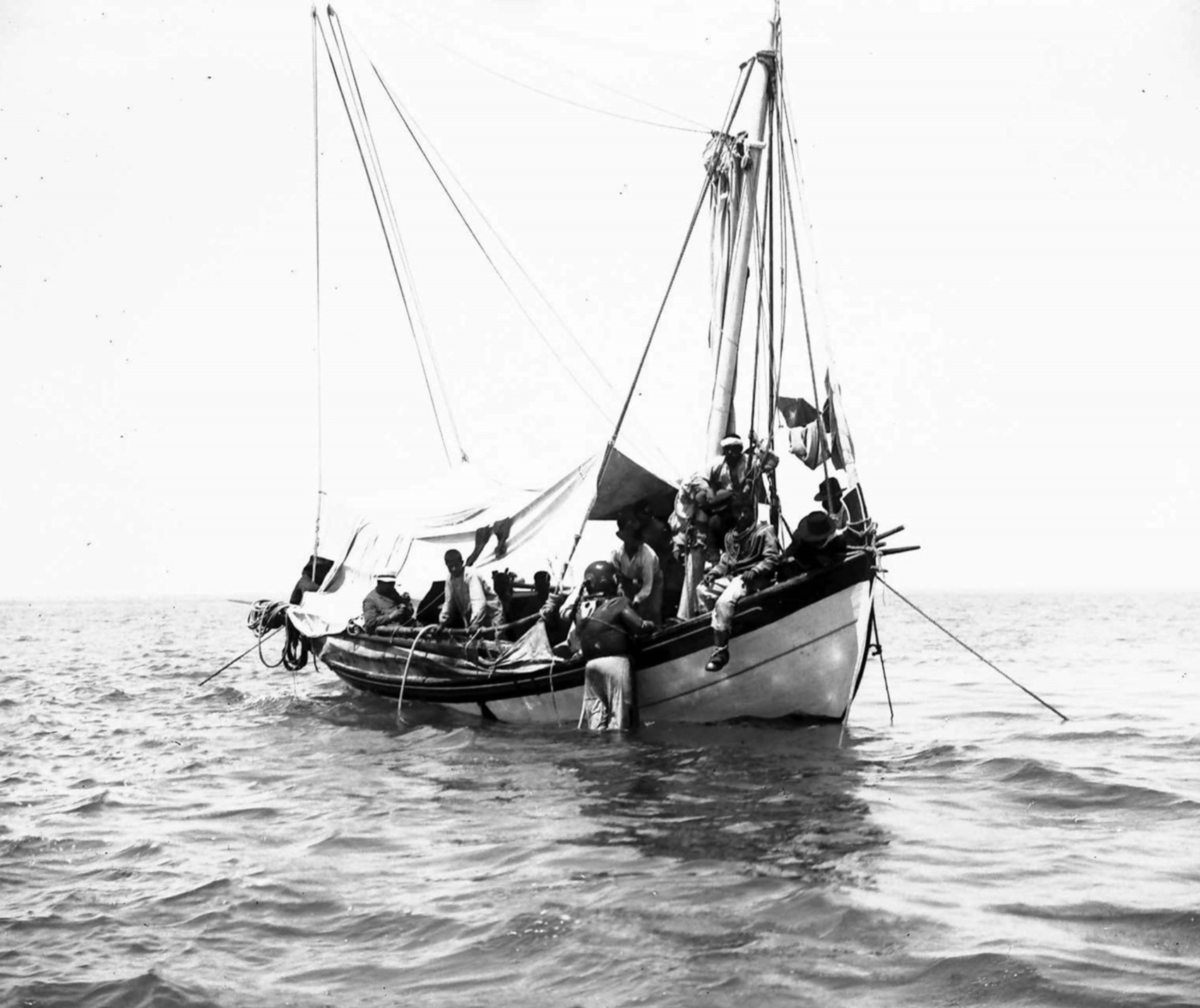
Bateau à voile et deux scaphandriers pieds lourds lors de la fouille de l'épave d'Anticythère en 1901.

Certaines découvertes archéologiques sous-marines, faites par des pêcheurs grecs ou plus généralement méditerranéens, sont dues au hasard mais elles ne sont pas suivies de campagnes de fouilles systématiques. Ainsi en 1925, un bras en bronze est ramené par les filets d'un pêcheur en Grèce en baie de Marathon. Ayant organisé une expédition, les antiquaires d'Athènes reconstituent l’éphèbe de Marathon,. En 1926, il s’agit au cap Artémision, à la pointe septentrionale de l'île d'Eubée, toujours en Grèce, de pêcheurs d'éponges qui découvrent à 45 mètres de profondeur un bras gauche en bronze. En 1928 le dieu de l'Artémision est complété.
L’illustration de la naissance de l’archéologie sous-marine est bien donnée par la découverte suivie de fouilles de deux épaves au début du XXe siècle. En 1900 l’épave d'Anticythère est repérée par des pécheurs d'éponges   du Dodécanèse revenant d'une campagne en Tunisie à l'îlot d'Anticythère, entre le Péloponnèse et la Crète, à 60 mètres de profondeur. Dans l'année, des scaphandriers pieds lourds, sous l'égide du gouvernement grec, élinguent des statues en marbre et en bronze au cours de neuf mois de plongées. Puis en 1953 Jacques-Yves Cousteau à l'occasion de l'essai d'un nouveau flash sous-marin ne consacre que trois jours au site avant de l'exploiter en 1976, ce qui se poursuit de nos jours,. De même en 1907, c’est l'épave de Mahdia qui est repérée en Tunisie par des pêcheurs d'éponges vers 45 mètres de profondeur. De 1908 à 1913 son exploitation est annuelle avec des scaphandriers pieds lourds sous l'initiative d'Alfred Merlin. Puis elle est abandonnée jusqu'en juin 1948, date à laquelle Jean-Yves Cousteau et Philippe Tailliez montent la première expédition qui utilise des scaphandres autonomes. Après une longue recherche du site, cinq jours de fouille effective s'ensuivent. Une autre campagne reprend en 1954,. Ces deux exemples indiquent qu'au début du XXe siècle les moyens sont presque inexistants, ils apparaissent vers les années 1940 avec le scaphandre autonome date retenue pour la naissance de l’archéologie sous-marine,,.
Puis cette discipline devient peu à peu plus rigoureuse. Si son caractère scientifique fait toujours débat au début des années 1960,, débat persistant dix ans plus tard alors que les premiers écrits — dont celui relatif à la fouille du Titan — sont accessibles, les progrès indéniables permettent à Michel L'Hour et Luc Long d'écrire en 1985 : « Ce sont également les fouilles du Grand-Congloué [1952] (direction : Fernand Benoit, Jacques-Yves Cousteau) et de l'épave du Titan [1954] qui posèrent en France les bases de l'archéologie sous-marine. »

## Invention duTitanet publicité

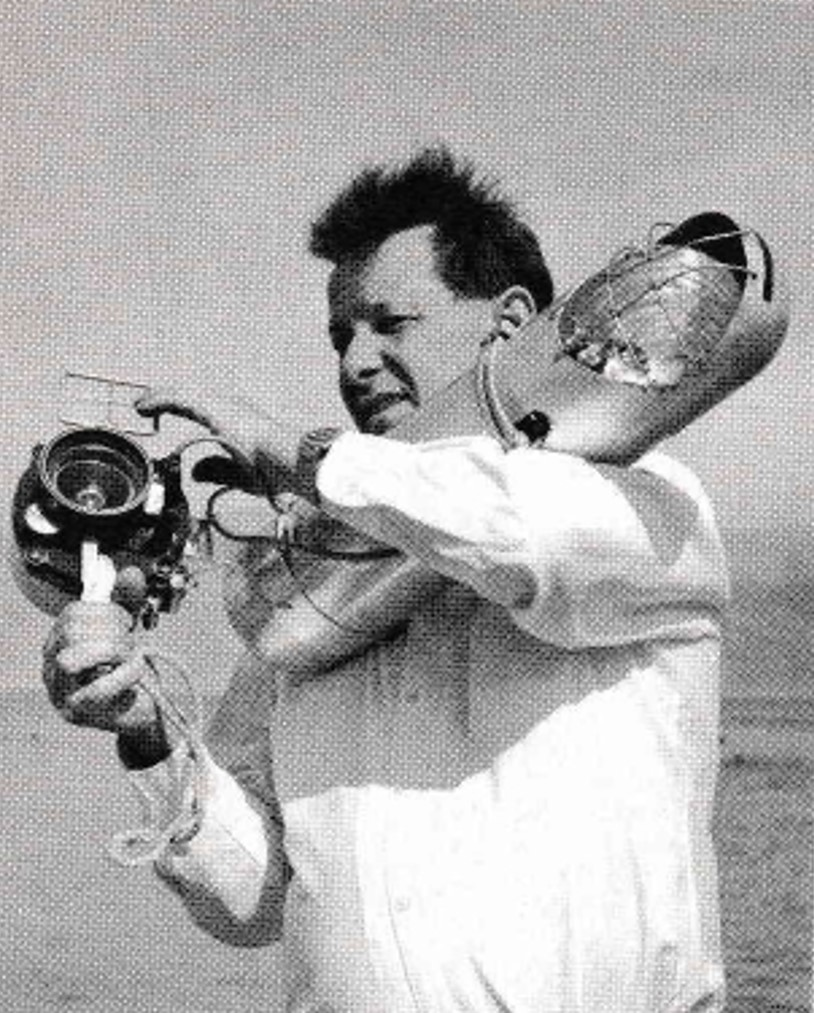
Jacques Piroux muni d'un appareil photo avec un flash électronique transistoré Rebikoff.

L’épave du Titan est inventée à la fin de l'été 1952 par le docteur Jacques Piroux, plongeur du  Club de la mer à Antibes, et l'un des fondateurs du Club alpin sous-marin à Cannes. Alors qu'il est accompagné de son épouse Éliane et de sa fille Ondine âgée de sept ans, il fait une découverte fortuite lors d'une pêche sous-marine au narguilé — tuyau apportant de l'air depuis la surface — à la poursuite d'un cernier — dit mérou d'épave. En plongeant apparait « un tas de tuyaux en ciment bien rangés et comme sortis du moule [non reconnus sur le moment comme] des amphores tellement ils étaient recouverts d'algues ». Le plongeur soupçonne l'intérêt de ce qui parait  « comme de nombreux anneaux de la largeur d'une main régulièrement espacés. » Il fait surface et demande à son épouse, demeurée sur La Provençale, de prendre approximativement des enseignures. Quelques jours plus tard, ayant retrouvé l'endroit, il y replonge. Ceci lui permet de remonter une amphore avec un filin et de prendre des enseignures exactes. L'épave git à plat et par 28 m de fond, dans une cuvette rocheuse ce qui évite qu'elle soit disloquée le long de pentes ou dispersée sur un fond strictement plat. Elle se situe à environ 120 mètres à l'est–sud-est de la tourelle de l'Esquillade qui avec ses bandes horizontales rouges et noires balise un danger isolé,. Ainsi, initialement, il est fait référence à l'« épave de l'Esquillade »,.
Au printemps suivant, en 1953, malgré le mauvais temps, Piroux accompagné de son épouse sur La Provençale, conduit Dimitri Rebikoff et son épouse Ada sur leur pointu, le Louis-Boutan, jusqu'au lieu du naufrage pour réaliser des vues stéréoscopiques. Ils sont alors équipés de scaphandres autonomes. Éliane Piroux repère un endroit malgré l'état de la mer. Ils larguent un petit flotteur et s'abritent trois jours à l'île de Port-Cros en attendant que le vent tombe. À leur retour, la marque est en place mais les points de la côte ne sont plus visibles en raison de la brume. Piroux et Rebikoff fouillent le fond pendant deux jours puis rectifient la place du flotteur lorsque la visibilité s'améliore. Enfin Rebikoff voit « des groupes de coraux en forme d'anneaux parfaitement circulaires » qui s'avèrent être « des amphores, d'innombrables amphores, toutes parfaites, alignées debout côte à côte. » Après avoir marqué le lieu d'une balise, il refait surface puis replonge avec son épouse et Piroux pour faire des clichés et des films. Une amphore est remontée en vue d'expertise par Fernand Benoit, intéressé par l'archéologie sous-marine naissante et directeur de la XIIe circonscription des antiquités historiques (Provence littorale et Corse),. En tant qu'inventeur, Jacques Piroux souhaite que l'épave soit épargnée des pillages. À cet effet Dimitri Rebikoff précise : « J’avais, pour ma part, dessiné les alignements et précisé l’emplacement exact de l’épave sur une carte qui fut, appuyée de toute la documentation nécessaire, déposée chez un huissier. » De surcroit Piroux déclare son existence à Fernand Benoit,. Ultérieurement, bien que des camarades de plongée trouvent l'attitude inamicale, l'un et l'autre ne révèlent jamais la position exacte du naufrage,.

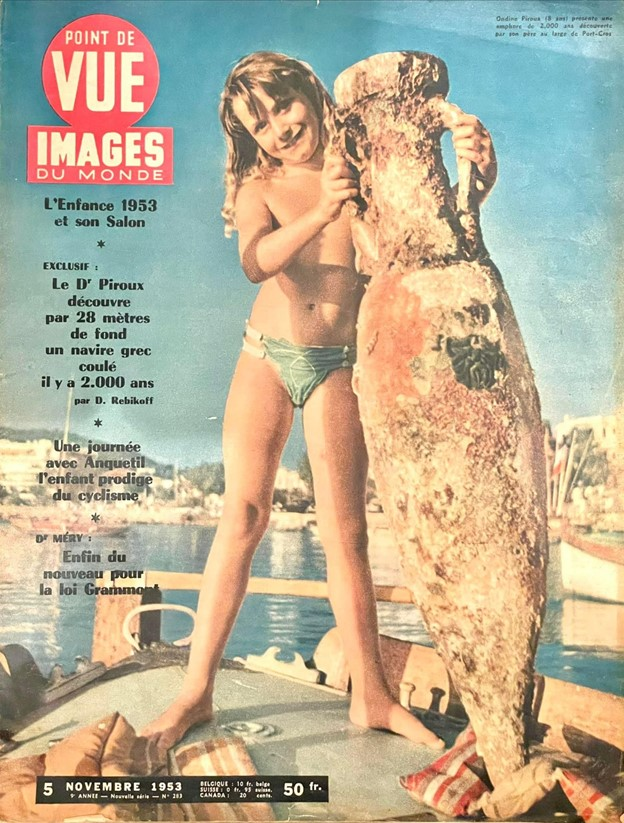
Première de couverture de Point de vue - Images du monde du 5 novembre 1953.

L'épave devient connue en France, en 1953, du fait de la publication de photographies sous-marines stéréoscopiques de belle qualité dans un article de Dimitri Rebikoff. D'une part les clichés subaquatiques en sont à leur début, d'autre part ils paraissent dans la presse grand public. Ainsi Ondine, fille du Dr Piroux âgée de huit ans, en maillot et debout sur un pointu — La Provençale —, fait la couverture couleur de Point de vue, Images du monde en soutenant une amphore ausi grande qu'elle. Ailleurs, toujours soutenant une amphore dans une posture légèrement différente, elle se trouve en couverture noir et blanc du numéro d’avril 1954 d’Île du levant : revue de l’île du Levant. Ces reportages sont une nouveauté pour l'époque.

## Expertise archéologique du site

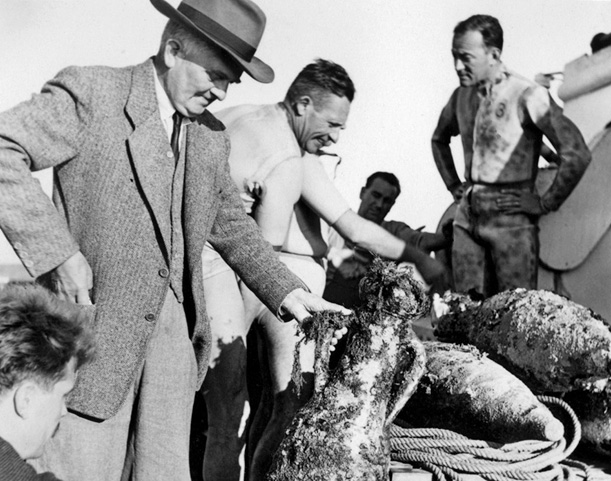
Sur le pont de l’Ingénieur Élie Monnier, P. Cabarrou, F. Benoit, F. Ortolan, R. Perrimond-Trouchet examinent les amphores.

De même que l'intérêt du site et la possibilité de son exploitation sont évaluées pour le Grand-Congloué, il est nécessaire d'apprécier ceux de l'épave de l'Esquillade. Le 8 octobre 1954, l'expertise archéologique est menée, avec l'accord de Piroux, en présence de Fernand Benoit, sous la direction du capitaine de frégate Philippe Tailliez par le Groupe d'étude et de recherches sous-marines (GERS) à partir du bâtiment de recherches sous-marines de 500 tonnes Ingénieur Élie Monnier (A 647), aviso de la Marine nationale. Après une localisation de l’épave — Jean-Pierre Charvoz donne les amers —, cinq plongeurs, Pierre Cabarrou, Jean-Pierre Charvoz, Félix Ortolan, René Perrimond-Trouchet et Philippe Tailliez, luttent contre un fort courant et atteignent « un cirque de sable bordé par un talus rocheux de cinq à six mètres de haut ». Au centre apparait un tas d'amphores de « trente mètres à peu près de long sur douze, et deux mètres de haut ». Au moins cinq-cents d'entre elles affleurent. Durant l'après midi, quatre d'entre elles, choisies au sommet du gisement, sont hissées par le bossoir à l'aide d'un filin. À bord elles sont identifiées par Fernand Benoit comme appartenant à l'époque d'Auguste, soit le Ier siècle av. J.-C., de type Dressel 6/14. Elles n'ont pas de marque,. « Leur embouchure évasée en entonnoir diffère de celle d'amphore vinaire, de type cylindrique à col droit Dressel I. » Elles sont revues, dans le cadre du premier congrès international d'archéologie sous-marine, le 20 juin 1955 à la salle des amphores du musée Borély.
L'intéressant site archéologique est accessible puisqu'il est horizontal et à moins vingt-sept mètres,. Afin de mettre au point des moyens adaptés à un relevage, Tailliez, ayant attendu le beau temps, est  de retour le 19 octobre et prend le maximum d'informations sur site. Un relevé topographique, en plan et en coupe, de la cuvette et de l'épave est dessiné au fond par Gilbert Agnès aidé d'un autre plongeur. Par ailleurs Tailliez photographie l'épave à la verticale, de champ en champ, à dix mètres de profondeur, ce que lui indique une sonde. Ainsi les clichés assemblés assurent une couverture complète et unique, comme pour la photographie aérienne, ce qui semble innovant pour l'époque. Enfin, la suceuse mise au point par le GERS en 1946, est testée pour savoir si elle s'avère capable — et, pour évaluer la tâche, en combien de temps  — de dégager les quelque trois cents mètres cubes de sable contenus dans la cuvette. Ainsi, en deux heures, elle désensable une tranchée du bord rocheux de la cuvette au bord du tas d'amphores. À cette occasion un jas d'ancre en plomb de forme romaine est mis en évidence. Hormis le sable, la suceuse aspire aussi des clous en bronze, des bouchons d'amphores, des coquillages, etc. Néanmoins il s'avère que la plage arrière de l'Ingénieur Élie Monnier est trop étroite et instable pour recevoir une suceuse en raison des courants, bien que le navire soit ancré en proue et en poupe.

## Préparatifs de la fouille
Fort de l'expérience acquise en 1948 lors de la fouille de l'épave de Mahdia à partir de l'Ingénieur Élie Monnier, Philippe Tailliez prépare la campagne de fouille. En effet sa participation à la première fouille archéologique en scaphandre autonome est précieuse. Le sous-secrétariat d'État aux Beaux-Arts confie à la Marine nationale le soin de la fouille de l'épave de l'Esquillade. Celle-ci commet le GERS qui est une entité navale militaire dirigée par ce capitaine de frégate. Néanmoins la Marine rappelle que cette structure a de très nombreuses tâches et qu'il ne s'agit pas pour elle d'une priorité.

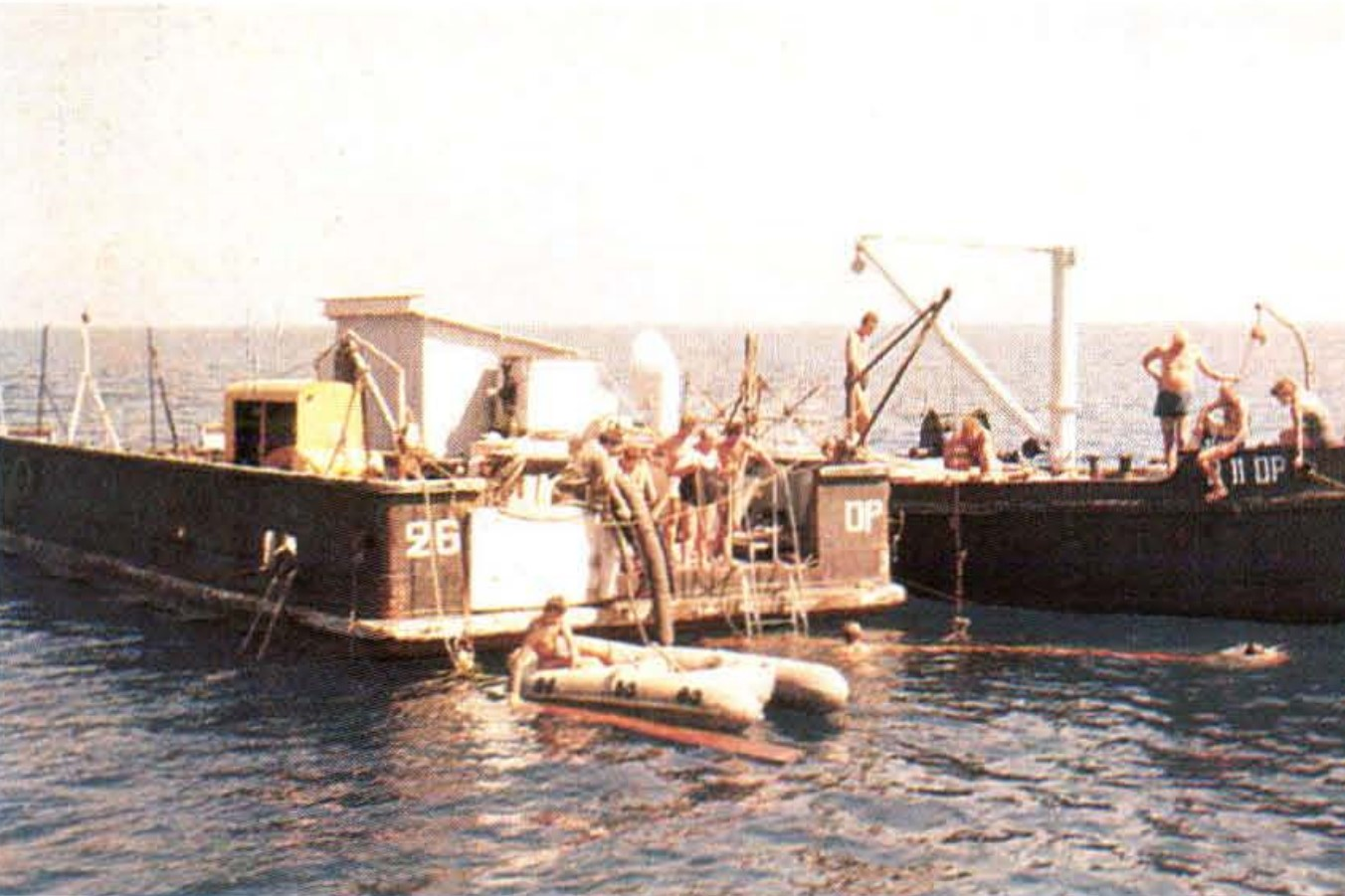
Chaland 26 à couple avec le ' remontant les bois de la coque du Titan.

Aux débuts de l’archéologie sous-marine rien n’est codifié. Se pose donc le problème de la plateforme de travail. Ainsi en août 1952, lors de la fouille du Grand-Congloué, la vie à bord du bateau d’exploration tout d'abord effective s’avère à l'usage extrêmement pénible. Le récif fortuitement adjacent est retenu. En juillet 1955, lors de la fouille de l’épave de Mahdia deux ballons aériens maintiennent, au-dessus du site, la suceuse immergée entre deux eaux et le bateau base, transportant les hommes et tout le reste du matériel, regagne terre tous les jours,. Philippe Tailliez arrête son choix sur une plateforme de chantier à demeure en mer. Seule l'équipe de fouille, en parcourant un mille marin en chaloupe, regagne quotidiennement la calanque du phare qui dessert le phare du Titan. Les 27 milles entre l'île du Levant et Toulon se font avec un bâtiment de servitude aloué par la Marine nationale durant la campagne. Le Centre d'essais et de recherche d'engins spéciaux (CERES), qui occupe l'île, doit fournir une grande tente et vingt lits de camp. Les vivres sont attendus dans la maison des gardiens du phare,. La plateforme de travail est représentée par le Chaland 26 (26 DP) qui dépend de la direction du port de Toulon. Ce chaland de  haute mer  à fond plat est insubmersible en raison de caissons étanches. Ses 50 tonnes et sa largeur de 6 mètres avec une longueur de 26 mètres ont déjà fait leurs preuves en servant de remorque pour le transport du charbon de l'Algérie vers la France pendant la Première Guerre mondiale,. 
Il est équipé de deux échelles de plongées et d'une cabane qui sert de vestiaire et d'entrepôt. À bord sont aussi installés deux compresseurs, l'un haute pression pour la recharge des bouteilles de plongée et l'autre basse pression pour l'alimentation d'une suceuse à air. Celle-ci, également embarquée, est faite de tronçons de manches à mazout d'environ 20 centimètres de diamètre. Pour éviter que tout objet soit coincé, il est fabriqué une sorte de grand cerceau avec des galets de roulements maintenant un grand rayon de courbure. À bord il est prévu qu'elle se déverse sur un tapis roulant avec des tamis qui filtrent ainsi tous les sédiments,,. Néanmoins sa trop grande puissance amène plus tard à limiter le diamètre d'aspiration de 20  à   10 centimètres. Un treuil initialement à vapeur est transformé en treuil à air comprimé. Il actionne deux bossoirs de relevage et un mât de charge qui remonte les objets les plus lourds. Ainsi les amphores doivent être hissées dans une cage, ressemblant à un casier à bouteilles de seize compartiments, pesant à elle seule deux-cent kilos et mesurant deux mètres sur deux. Soucieux de situer  précisément les objets avant leur  remontée, il est prévu d'installer un axe repère le long de la quille de l'épave. Un équipage d'une douzaine de plongeurs avec des mécaniciens et des gabiers est escompté. À la fin de mars 1955, l'épave est balisée par la gabarre Le Scarabée. Quatre coffres sont disposées selon un carré de 150 mètres de côté, un cinquième plus à l'est étant prévu en cas de mauvais temps,. Ceux-ci permettent un ancrage puissant en regard de forts courants. À cette date, le Chaland 26 ainsi équipé est remorqué, une nuit de gros temps, sur les lieux où après une journée d'essais — trois heures — tout son matériel s'avère fonctionnel. Le coût de ces aménagements est de vingt millions d'anciens francs — soit 481 687 euros en 2022 —,
Au printemps 1955, Tailliez apprend qu'il est nommé au commandement de la flottille nord des forces maritimes du Rhin à Coblence en Allemagne de l'Ouest pour  l'été 1955. Il renonce à mener dans l'immédiat la fouille que son successeur, le capitaine de frégate René Chauvin, est par ailleurs peu enclin à réaliser,.

## Pillage du site et législation

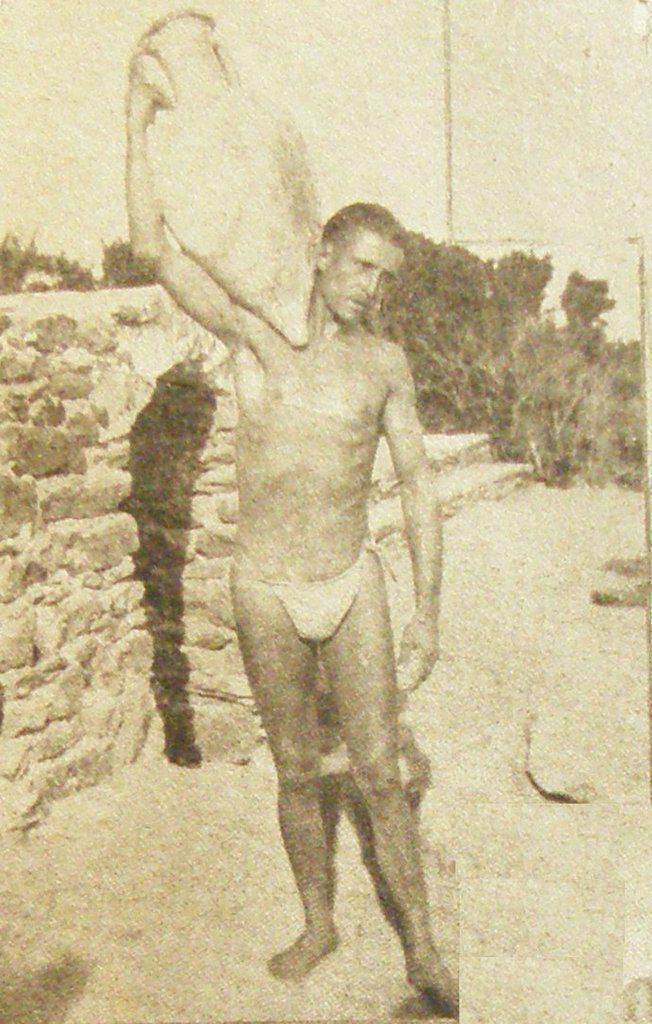
À l'île du Levant, un naturiste transporte une vieille amphore trouvée dans la Méditerranée. Paru en 1934.

Mais avant que ne commence l'évaluation du site, des prélèvements illicites ont lieu. Durant l'été 1954, alors que Rebikoff et Piroux vont plonger à Djerba, une connaissance profitant de l'hospitalité du premier, fouille ses documents et copie le triple de l'exemplaire déposé auprès d'un huissier. Il divulgue alors le lieu du naufrage à deux plongeurs, dont Jean-Pierre Charvoz, qui aussitôt prennent des amphores. Deux jours plus tard, en juillet 1954, Charvoz est victime d'un accident de décompression. Ultérieurement, il révèle aux médecins militaires, pour les remercier des soins prodigués, le secret qui n'en est alors plus un… Aussitôt des plongeurs indélicats à partir de navires militaires et civils prélèvent de nombreuses amphores. Chacune d'entre elles se revend au marché noir 500 francs, ou plus, en 1962 — soit 819 euros en 2022. Piroux, apprenant les faits, fait valoir à leur responsable qu'il est l'inventeur.
Néanmoins, ayant lui-même conduit plusieurs camarades de plongée sur les lieux (approximativement balisés) il soupçonne la poursuite du pillage. Il constate même le départ d'un navire suspect. Ceci l'amène à prévenir Fernand Benoit. Les autorités font appel à la Gendarmerie maritime qui arraisonne plusieurs contrevenants dont une canonnière de la Marine nationale avec vingt-cinq amphores à bord… Les gendarmes vont même poursuivre deux pillards. Certes ils ne trouvent rien à bord du bateau qui rentre à Antibes le 25 août 1955, mais ils retrouvent dans le jardin de l'un d'eux des débris d'amphores détruites à coup de marteau pour cacher le forfait. La pesée des morceaux correspond à seize amphores… Cela donne lieu à poursuites en justice, mais il s'avère que la législation est aussi floue que l'archéologie sous-marine est naissante. Le délit semble bien constitué. Ainsi concernant le vol, le matelot de l'embarcation est tenu de garder le silence sous peine de risquer une accusation de complicité. Puis il y a destruction de matériel archéologique. Mais se pose la question de l'application soit de la loi terrestre « du 17 septembre 1941, […] qui interdit de faire des fouilles et des sondages sur son propre terrain ou sur le terrain d'autrui, à l'effet de rechercher des objets pouvant intéresser la préhistoire, l'histoire, l'art ou l'archéologie sans posséder une autorisation du ministère de l'Éducation nationale. Peut-on cependant assimiler aux terrains des fonds sous-marins ? » soit de lois maritimes de 1681 « qui concernent seulement le pillage d'épaves rejetées par flot de la mer et non pas les épaves de naufrages absolus. » En première instance, en 1956, les prévenus sont condamnés pour vol au titre des « articles V et XIX de l'ordonnance royale du 16 avril 1681 » c'est-à-dire de Colbert sous l'égide de Louis XIV. Cependant ils sont relaxés pour toute destruction. Néanmoins en appel, le 28 octobre 1958, les deux chefs d'accusation sont retenus, et ils doivent chacun s'acquitter de 100 000 francs. Ces arrêts font date. Le Droit maritime français, qui publie à titre de jurisprudence la totalité du procès, porte en note : « Les difficultés d'application de la législation en matière d'épaves , fort ancienne et touffue […], ne se présentent que rarement. »
De retour à Toulon en avril 1957, Tailliez plonge sur le site et estime le pillage entre deux cents cinquante à trois cents amphores. Ainsi, pour une cargaison originelle d'au minimum sept cents amphores, seules quatre cent cinquante à cinq cents d'entre elles sont remontées en 1957.

## Fouille
Puis le 9 juillet 1957, l'équipe revient sur le site avec le Chaland 26 — toujours attribué par la Marine nationale —, remorqué par le Pachyderme. La mer s'avère démontée les huit premiers jours, ceci nécessite une remise en ordre la huitaine suivante. Le mauvais temps se manifeste en d'autres occasions, s'opposant au rythme quotidien de deux plongées de 28 minutes — la première sans palier, la seconde avec paliers — par équipes de deux ou trois. Les objets et tessons particuliers sont envoyés pour expertise à Fernand Benoit, ou à la station marine d'Endoume ou au musée Borély. La fouille prend fin le 9 septembre 1957 après soixante-deux jours. L'épave et son mobilier sont alors déposés à la Tour royale où se trouve une partie des collections du musée naval de Toulon,.

### Matériel de bord
D'emblée des objets très divers témoignent d'éléments utilisés à bord mais qui n'appartiennent pas à la cargaison.
Se trouvent des céramiques campaniennes (production B-oïde), à pâte gris-rose et vernis mat. Celles-ci sont produites essentiellement en Italie centrale, principalement en Étrurie et en Campanie. Le classement de Nino Lamboglia reprend l’abréviation Lamb., suivi d'une lettre (ici B), et un numéro. La typologie de Jean-Paul Morel emploie quatre chiffres, une lettre et un chiffre — catégorie, genre, espèce, série, type et exemplaire. Ainsi se trouvent deux pyxides — petits vases à fond plat pour remèdes, fards ou bijoux — l'une à embouchure évasée et pied oblique (Lamb. 2 ; Morel 1225b1), l'autre à parois évasées de forme concave (Lamb. 3 ; Morel 7545b1). Une tasse plate sans anse à parois incurvées, dérivée des skyphos — gobelet à deux anses utilisés lors des banquets — (Lamb. 1 ; bol Morel 2311a1). Une tasse plate décorée de palmettes liées en losange — sur le fond figure le timbre dit « a losanga » — (Lamb. 8 ; Morel 2853a1). Une patère à rebord vertical au fond plat, prototype de la patère arénine, et décorée de cercle concentriques incisés vraisemblablement produite en Étrurie septentrionale ou centroseptentrionale  (Lamb. 5/7 ; Morel 2272a1). Une petite urne à deux anses en forme de skyphos (Lamb. 10 ; Morel 3451f1). Plus ordinaires, les céramiques communes se caractérisent par leur aspect fonctionnel qui domine l’aspect esthétique. Il n'existe pas de vernis ni de décors complexes. Elles consistent essentiellement en cinq olpés — cruches pour contenir et verser le vin ou l’huile — et en cruches. À cette céramique s'ajoutent deux lampes à huile en terre cuite qui ont chacune un réservoir tronconique rond, un bec court, des ailettes sur les côtés et une anse annulaire (Dressel 3). Elles ne possèdent pas de figure. La première est en argile rose à vernis brun-rouge, ses ailettes sont petites et triangulaires, le bec est coupé horizontalement. Son disque est orné de rais partant du trou d'alimentation. L'autre est en terre rouge à couverte rouge, son réservoir est plus haut, ses ailettes sont cornues et son bec, légèrement incurvé, est presque triangulaire. Il existe un décor granulé. Elle possède un petit trou à la base du disque pour régler la mèche,,.
Les objets en bronze sont très corrodés le métal ayant presque disparu sous sa couche d'oxydation. Parmi eux se trouve un fragment de grande patère à marli plat (Lamb. 6). Sur celui-ci se trouvent des petits trous pour fixer vraisemblablement un couvercle. Toujours pour les repas se trouvent un cyathus — cassolette à long manche se terminant par une queue plate —, une petite cuillère, des hameçons à pointe barbelée dans un fil emmêlé couvert de concrétions. Du cuivre est présent sous la forme d'une très mince feuille en forme de moule.
Quelques objets en pierre ont été identifiés qu'il s'agisse d'une meule plate à grains, d'une pierre à aiguiser et deux petites tablettes de type cachets à collyres — destinées à l'étiquetage des collyres — pour l’une en schiste, pour l’autre de nature indéterminée non gravées,. Est également présente une plaquette de marbre taillée en biseau.
- 1 lèvre
- 2 col
- 3 anse
- 4 épaule
- 5 panse
- 6 pilon ou pied

Amphore romaine à vin type Dressel 1B.

Parmi les amphores retrouvées, l'unique Dressel 1B/C, est considérée comme faisant partie matériel de bord,. L'absence de col ne permet pas de déterminer s'il s'agit d'une variante B ou C. La hauteur totale, par extrapolation avec d’autres, est supérieure à 1 m, donc conséquente. Elle se caractérise par une panse fusiforme de hauteur notable (70,5  à   76 cm) dont l'épaulement est peu marqué. La panse se termine par un pied tronconique massif et plein qui ne s’en différencie pas très bien. Cette panse est surmontée, sur d’autres exemplaires, par un col haut légèrement tronconique avec un évasement important dans sa partie inférieure. La transition entre le col et la panse est assurée par une carène bien marquée, formée par un ressaut arrondi. Les anses sont massives et mesurent en hauteur 31,5 cm. Elles possèdent un profil en « S » avec une partie inférieure qui prend appui au niveau de la carène. Leurs sections ovales s’élargissent au niveau de leurs parties supérieures. À ce niveau se trouve une grosse nervure centrale accompagnée de vives arêtes latérales. Sur l'exemplaire observé, des traces de poix — résine de pin chauffée qui renforce l'étanchéité de l'amphore — sont visibles sur les parois internes. Par ailleurs il s'y trouve d'importants restes d'un engobe foncé. Sa pâte, avec la présence notable d’un abondant dégraissant d’origine volcanique, possède les caractéristiques typiques des productions de la région de Campanie. La présence de poix indique qu'il ne s'agit pas d'une amphore à huile. Il n'existe pas d'inscription épigraphique.
Il existe deux as semi-onciaux — semis — très corrodés. Le premier est illisible et pèse 9,7 g. Le second, probablement déposé volontairement lors de la construction du navire, se trouve dans une cavité du massif d’emplanture du mât. Le dépôt volontaire est à retenir, ainsi Patrice Pomey indique que les marins se placent « sous la protection d’objets déterminés embarqués à bord, naturellement beaucoup de ces objets ne sont pas facilement reconnaissables par les archéologues, mais les habitudes inchangées des peuples méditerranéens ont parfois pu leur faciliter la tâche. C'est le cas, par exemple, des monnaies placées dans l'emplanture du grand mât, ». Cette pièce pèse 11,8 g avec un diamètre maximum de 2,9 cm. Son revers reste lisible en creux inversé sur la concrétion. Il s'agit d'une proue de navire de guerre à droite, avec au-dessus l’inscription « ROMA »,. Beaucoup plus hypothétique, sur l'avers se distingue peut-être l'effigie de Janus lauré,. Cet as est donc postérieur à la réforme monétaire de 89 av. J.-C. qui en fixe le poids à 13,50 g,. Le diamètre et le style de la gravure évoquent ceux d'un as de la gens Clovia,.

Matériel de bord analogue à celui du Titan
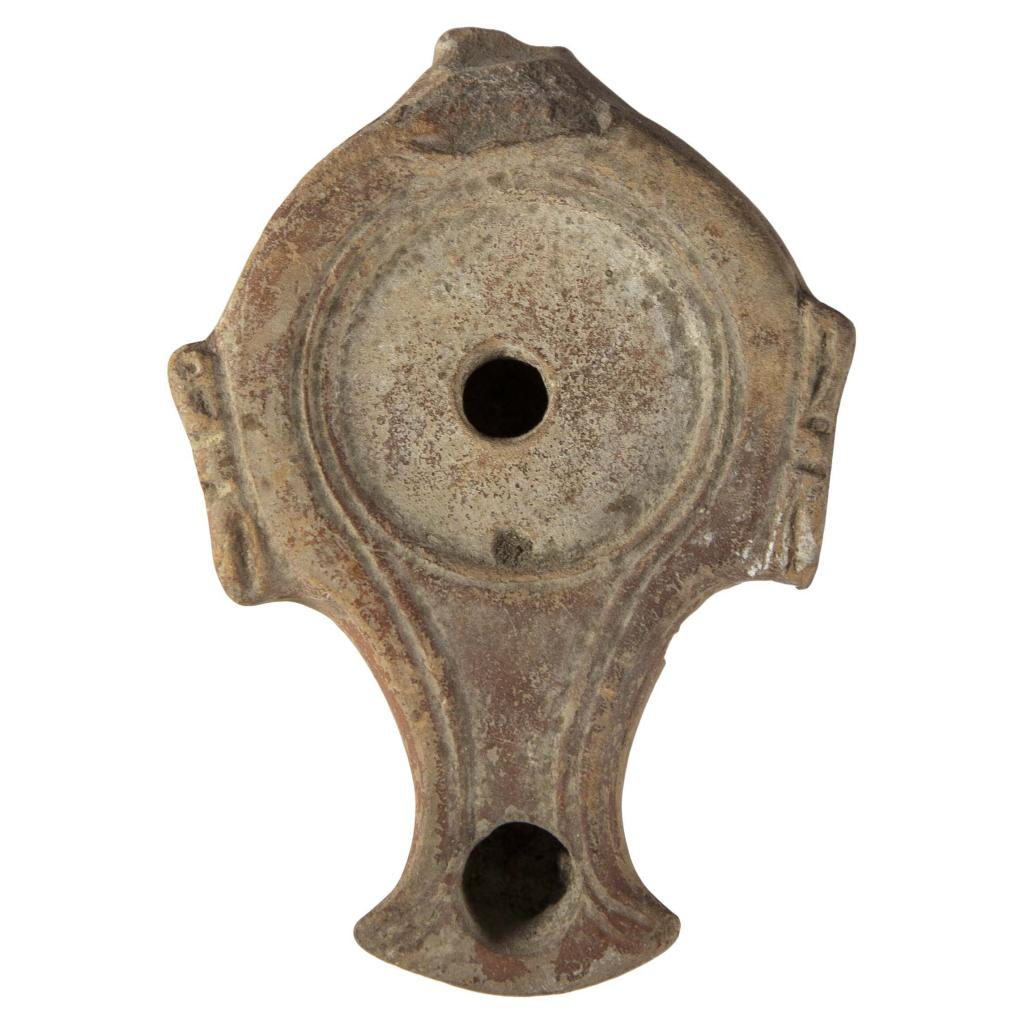
Lampe à huile romaine en terre cuite à ailerons latéraux. 100 av. J.-C.–10 apr. J.-C.
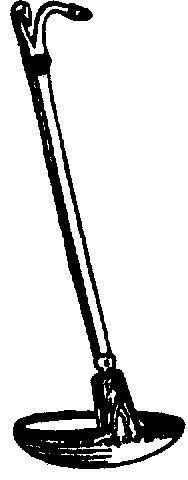
Cyathus (prend le vin des cratères, le sert dans les coupes).
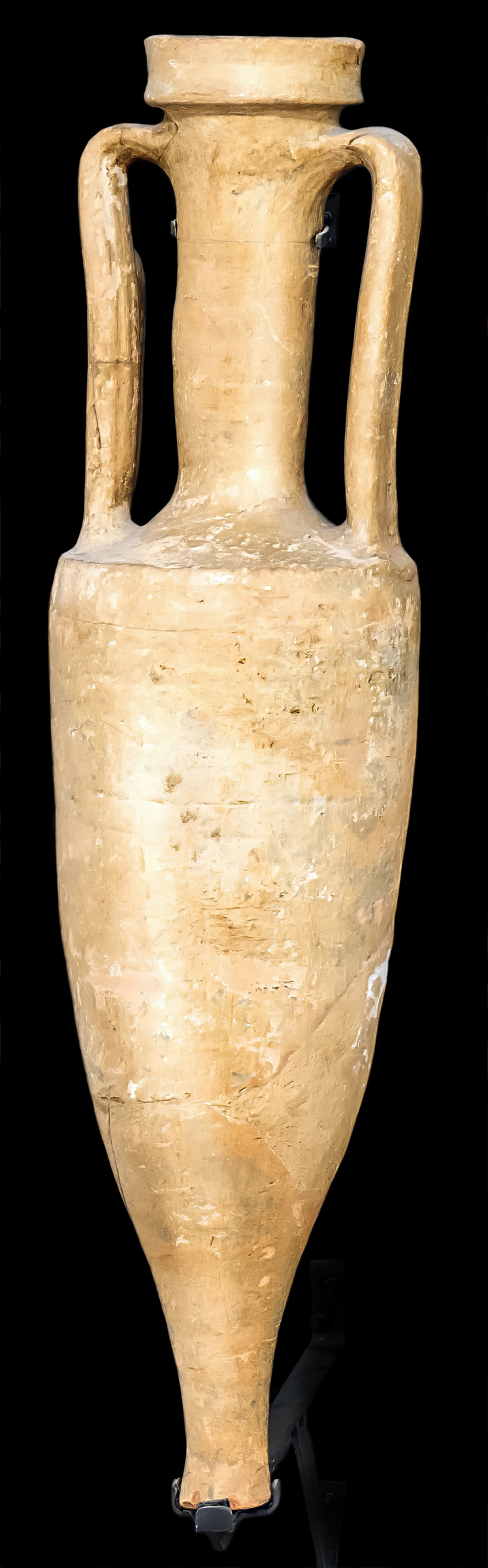
Amphore à vin type Dressel 1B.

### Cargaison d'amphores
Les amphores constituent la cargaison. Elles apparaissent selon un tumulus d’une trentaine de mètres de long, sur une largeur de douze mètres et une hauteur de deux mètres. Il est estimé que le navire en transporte au minimum 700 peut-être sur un ou deux niveaux,. Toutefois après le pillage de l’été 1955, — probablement 250  à   300 amphores —, il n'en est remonté que 500. Le premier jour, pour connaitre la durée de la tâche, une vingtaine est hissée. Pleines, elles pèsent environ cinquante kilos chacune. Il s'avère alors souhaitable de toutes les entreposer au fond le long de la cuvette rocheuse, puis de les remonter dans un chaland creux spécialement dédié, à l'aide du treuil et du panier confectionné. À partir du 31 juillet, leur dégagement à la suceuse étant terminé, leur remontée ne prend que quatre jours au lieu de huit. À bord une lance à incendie permet leur nettoyage et les vide. D'emblée il apparait qu'aucune des amphores ne porte d'inscription épigraphique, qu'il s'agisse de timbre, d'inscription peinte, de graffite ou autre.

#### Types
En 2016, Kevin Quillon, selon les dessins de Fernand Benoit de 1956, de Philippe Tailliez de 1961 et de visu, détaille la cargaison qui comprend une amphore à panse ovoïde et des amphores à panse fusiforme. Pour ces dernières, il propose de bien distinguer trois types. Ainsi, il démembre le type Dressel 12 auquel Fernand Benoit les rattache. Appliquant la classification de Robert Étienne et Françoise Mayet qui individualisent en 2002 notamment le sous-type A, il y adjoint les variantes 1 et 2. Par ailleurs, comme Martine Sciallano et Patricia Sibella en 1991, il distingue aussi parmi les Dressel 12 les « amphores à saumure d'Espagne ». Toutefois il les renomme plus précisément « type « Titan » » et distingue deux variantes dont la B « car les seuls exemplaires connus sont ceux de l’épave. »
L’amphore Ovoïde Guadalquivir 4 est initialement, mais fautivement, comprise par Fernand Benoit comme une amphore à huile Dressel 10. Un seul exemplaire est parvenu. Cette amphore à panse ovoïde est de petite taille, avec une hauteur de 65 cm. Son col très court n’excède pas 7,5 cm de haut avec un bord de section subrectangulaire également court de 4 cm de haut. Ce bord en bandeau évasé est en forme de collerette. Les anses sur le profil sont arrondies et elles ont une section ovale avec une petite rainure longitudinale sur leur face externe ce qui les fait qualifier par Benoit de bifides. Elle est dépourvue de pied,.

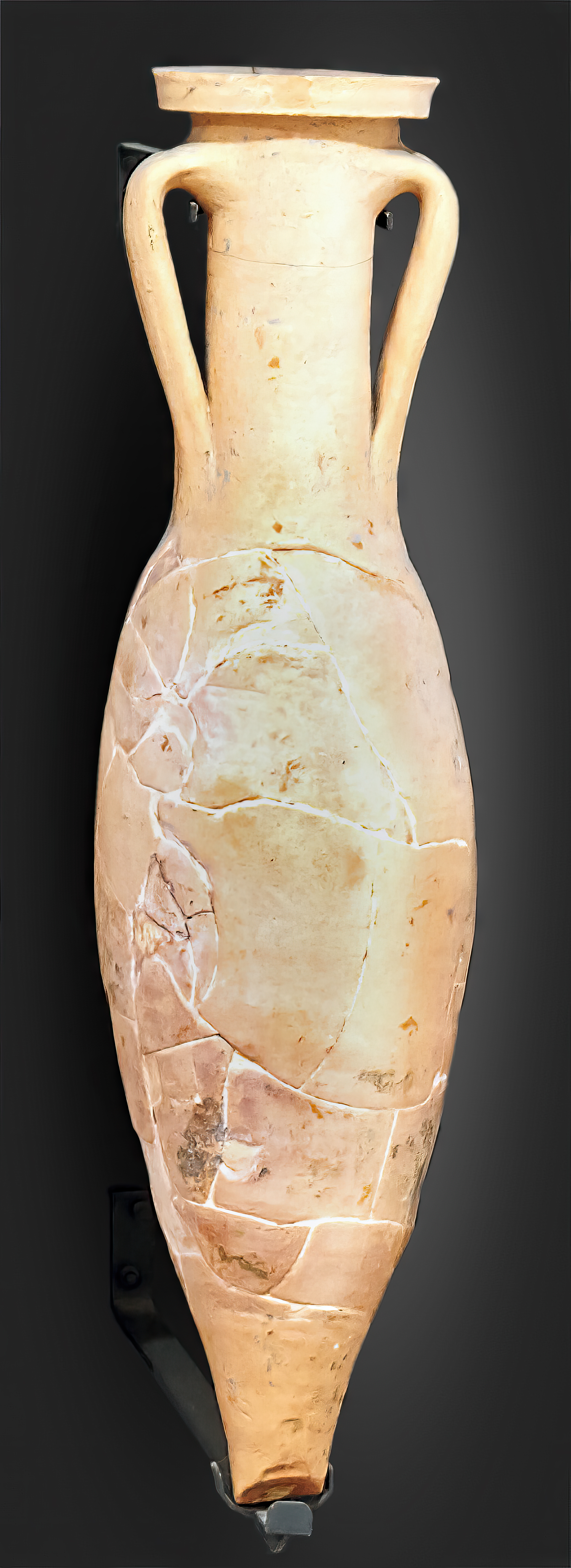
Amphore type Dressel 12.

Les amphores Dressel 12A ont une hauteur supérieure à 1 m. Ces amphores sont plus ou moins étroites et effilées, avec pour l'une d'entre elles une capacité réduite de moitié. Elles se caractérisent par une panse fusiforme haute avec un épaulement peu large pouvant être caréné ou très peu marqué. Cette panse se termine sans rupture de courbe par un pied tronconique massif et plein, de taille moyenne à la face inférieure légèrement convexe. Un ressaut marqué sépare la panse du col. Ce col, haut et tronconique, possède un diamètre maximal dans sa partie inférieure. Les anses sont hautes, très courbées, affichant un profil en « S ». Elles démarrent nettement sous le bord pour la majorité des exemplaires, et elles prennent appui au niveau du ressaut de transition entre le col et la panse. Leur section est ovale, pas très large et peu épaisse, ou très rarement arrondie. Leur face externe peut être lisse, très légèrement moulurée ou présentant plusieurs stries longitudinales. Enfin, le bord est haut et peut afficher diverses morphologies qui définissent deux variantes. La variante 1 (Dressel 12A.1) affiche une panse dont la partie supérieure est carénée. Le bord mesure entre 5,5  et   6,9 cm, il est donc haut avec une lèvre de section ovale plus ou moins épaisse dont la partie supérieure est arrondie et la face externe légèrement convexe. Ce bord est souligné dans sa partie inférieure par une moulure plus ou moins saillante . La variante 2 (Dressel 12A.2)  n’est attestée que sur l’épave du Titan. D’une façon générale elle est plus allongée avec une panse moins carénée au niveau de l'épaulement. Son bord, en bandeau peu évasé ne comporte pas de moulure sous-jacente. À ce niveau se trouve l’attache supérieure des anses.
Les amphores type « Titan » variante B mesurent environ 1 m — aucune n'est entière — avec une panse fusiforme haute, de 27  à   28,5 cm de diamètre, « Il existe une différence dans la morphologie de la panse, plus large que celle de l’amphore Dressel 12A.2, moins carénée que celle de l’amphore Dressel 12A.1. » Cette panse se termine par un pied tronconique plein. Il n’existe pas rupture de courbe entre la panse et le pied. L'épaulement est pratiquement absent dans la partie haute de la panse. Le col est tronconique avec un diamètre maximal de 18  à   19 cm dans sa partie inférieure, une largeur de 13,7  à   14,5 cm et une hauteur de 22,5  à   24,3 cm. Il se distingue de celui des Dressel 12 car il est « plus court et plus large ». La transition entre le col et la panse, soulignée par un ressaut certain, est très nette. Les anses sont hautes, massives et ont un profil en forme de « S ». Elles démarrent très nettement sous le bord et finissent à la base du col, juste au-dessus du ressaut qui marque la transition entre le col et la panse. Ceci les distingue des amphores Dressel 12 puisqu'il existe des « anses plus petites qui démarrent nettement sous un bord en bandeau vertical. » De section ovale, elles sont épaisses (2,7  à   3,2 cm) et larges (5  à   5,9 cm) avec une face externe qui présente fréquemment une nervure centrale longitudinale très nette ou qui peut être striée ou lisse. Le bord en bandeau vertical ou très légèrement évasé, possède une partie supérieure arrondie avec un renflement plus ou moins développé à la partie supérieure de la face interne. Le plus souvent la face interne est droite, parfois la gorge interne est assez prononcée. Elles présentent sur leurs faces externes des traces d'engobe, de couleur crème ou foncé et sur leurs parois internes des restes de poix.

#### Lieux de fabrication

Situation de la Bétique crée par Auguste.

La seule remarque faite par Tailliez lors de la fouille de 1957 est un caractère légèrement dissemblable des amphores, ce qui exclut l'utilisation d'un même moule mais privilégie le pétrissage manuel. Pour les amphores de la cargaison, en 1969 André Tchernia propose une fabrication hispanique, en les comparant avec celles de l'épave du Grand-Congloué et celles mises à jour lors des fouilles de l'atelier d’El Rinconcillo — région d'Algésiras. Après une analyse pétrographique de certaines d'entre elles, Claudio Capelli précise en 2014 cette région,,.
L'homogénéité des pâtes de toutes les amphores est visible macroscopiquement. Ainsi à l'œil nu, elles ont une double couleur, rose-orangé à l'intérieur et jaune à l'extérieur. Ceci correspond à une oxydation majeure et mineure. Elles présentent des inclusions allongées rouges ou brunes suivant qu'elles sont bien ou peu oxydées. En lame mince ces inclusions sont de nature minéralogique et de tailles différentes. Il peut s'agir de quartz, de mica, de schistes métamorphiques acides, de microfossiles calcaires, de calcaires micritiques, de grès, de feldspath ou de pyroxène. Les composantes calcaires étant partiellement dissociées, une cuisson à la limite supérieure de stabilité de la calcite est probable. Enfin, la formation de micro-agrégats de carbonates et, plus rarement, de pyrite dans les vacuoles est le résultat du séjour dans l'eau salée. Ceci provoque des changements locaux de couleur de la pâte vers des tons grisâtres.
Chaque amphore donne les mêmes résultats, il est donc conclu que cette cargaison est bien homogène avec une production qui s'est faite dans le même centre ou atelier. Les inclusions métamorphiques, qui contiennent des phyllades, caractérisent les roches d'une région. Or elles sont très bien représentées dans les pâtes des productions amphoriques et céramiques bétiques. De façon plus précise, les deux régions de productions qui ressortent sont la côte malaguène pour la majorité des amphores et vraisemblablement la vallée du Guadalquivir — dénommé Baetis par les Romains — pour l’exemplaire ovoïde. Néanmoins, aucun atelier n'est associé à leur production.

#### Contenus
Toutes les amphores contiennent du sable et certaines possèdent encore « un bouchon de liège et un opercule de terre cuite en forme de couvercle avec tenon de préhension. » Ces fermetures, « peut-être, étaient scellées au col par un mortier de pouzzolane, bien qu'il n'en reste aucune trace. » Dans toutes celles-ci, hormis l'amphore ovoïde Guadalquivir 4, se trouve un dépôt brunâtre et poisseux associant sable et débris plus ou moins volumineux. Se trouvent des arêtes, des écailles, des vertèbres, des têtes et des queues de poissons. Il s'agit donc de conteneurs hialeutiques,. La station marine d'Endoume établit qu'il s'agit de restes de pélamides, variété de thons encore pêchés à la date de la fouille. L'équipe de fouille observe bien une possible corrélation entre les différentes formes amphoriques et leur contenant mais elle omet de les attribuer. Sachant que les amphores du type « Titan » possèdent un col et une embouchure beaucoup plus large que les diverses Dressel 12A, on peut imaginer que s'y trouvent les salaisons de thons. Dans les dépôts se trouvent aussi des gastéropodes ptérodes également conservés dans la saumure de poisson. Une amphore contient une poignée d'amandes très bien conservées. Enfin la suceuse recueille des ossements de mouton (épiphyses) dont le rôle comme salaison de conserve ou viande fraîche reste indéterminé.

### Architecture du navire

#### Coque
L'analyse de la coque est un  élément majeur de cette fouille. Pour la première fois dans l'histoire de l'archéologie sous-marine, une coque de navire antique, fouillée sous l'eau, apparaît clairement aux yeux des archéologues. Conscient de l'importance de cette découverte, Philippe Tailliez l'observe attentivement et la filme à de très nombreuses reprises. Pour le relevage proprement dit, Philippe Tailliez se résout à scier la quille en deux morceaux. À terre des gabarits sont réalisés avec des poutres et des planches. Au fond, les ayant attaché aux deux morceaux de quille, aux membrures et aux bordages, il procède avec grand soin à leur dépose sur un chaland spécialisé dans le transport du bois. Cette remontée nécessite deux jours, ainsi le 9 septembre 1957 deux ou trois tonnes de bois antiques sont remorquées vers la Tour royale. Une fois les bois sortis de l'eau, Fernand Benoit en fait une description détaillée, appuyée par les dessins de Charles Lagrand exécutés sous les indications de Phlippe Tailliez et supervisés par André Mauric. Tailliez en reprend une partie au congrès d'Albenga de 1958. Plus tard, il semble que ce soit sur ces seuls éléments que s'appuie tout écrit.
La première pièce de bois apparait le 16 juillet 1957, elle mesure 1,5 mètre et semble être l'arrière de la quille, l'étambot, d'autant que sa situation sud est opposée au point de découverte du jas d'ancre de 1954. Puis, quinze jours plus tard est mise en évidence à l'autre extrémité, donc à la proue, une autre pièce de bois mesurant 1,65 mètre qui est donc l'étrave. Puis le surlendemain sept membrures émergent sous lesquelles des planches de bordage extrêmement fragilisées par l'eau sont encore en place. La quille, probablement dégagée vers le milieu de la carène, a pour section une largeur de 19,5 cm et une hauteur de 22 cm. Il en repose 20 mètres sur le sable. À ce niveau, de part et d'autre sont disposées perpendiculairement de nombreuses membrures qui ne sont espacées que de 15 centimètres environ. Une pièce de bois est insérée transversalement entre deux membrures ce qui fait discuter son rôle pour une consolidation. Ces membrures sont d'un seul tenant. Leurs parties les plus épaisses — ou varangues — disposent en leurs milieux d'un trou d'anguiller unique. La quille est doublée, au moins dans sa partie centrale, par une carlingue. Les membrures s'insèrent sur la face inférieure de la carlingue dans une entaille aménagée. Les trois éléments (carlingue, varangue, quille) sont liés ensemble par des pièces de bois, de grosses chevilles, espacées selon des distances variables, ce qui assure la rigidité longitudinale de la carène. L'ensemble qui réalise la charpente du bateau est en pin, en chêne et peut-être en cyprès.

Assemblage des bordages par mortaises et tenons chevillés.

Les planches du bordé ne sont pas doublées de plomb, et elles sont jointes à franc-bord. Il n'existe pas de calfatage mais un soin particulier est mis à la réalisation de mortaises destinées à recevoir des tenons chevillés. Ceci est complété par des chevilles de chêne traversées par des clous en cuivre unissant le bordé à la membrure recourbés à leur extrémité. Elles sont constituées de madriers dont l'épaisseur au voisinage de la quille est de 6  à   8 cm puis n'excède pas 4 cm, avec un bois plus clair qui laisse penser qu'il s'agit de sapin. Ce bordage est présent pour les pièces proches de la quille — galbord, ribord, et deux traverses du bordé de point. Un bordé de doublage est joint au premier au moyen de clous de cuivre. L'orientation de ces clous montre une pose de ce doublage après l’installation des membrures. Il n'existe plus rien du vaigrage avec ses virures longitudinales appliqué à l'intérieur.

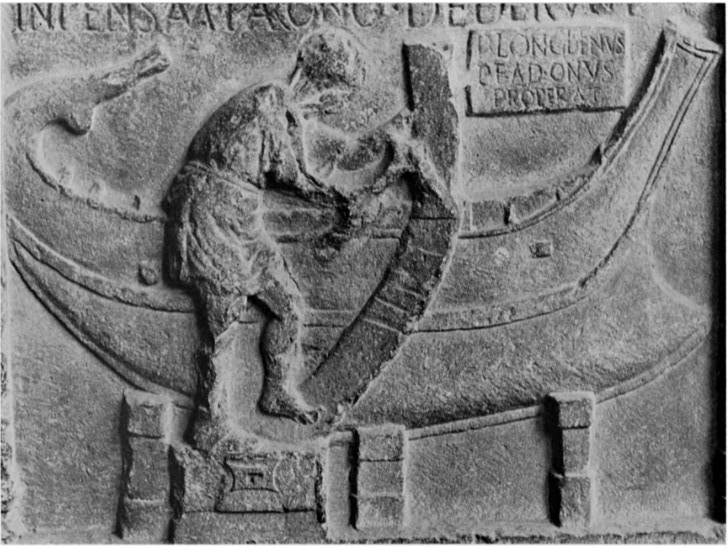
Le charpentier de marine P. Longidienus taille une membrure devant prendre place dans une coque déjà assemblée..

La méthode de construction est celle du bordé premier. Contrairement à la construction sur charpente connue depuis le Moyen Âge, elle « consiste dans un premier temps à assembler le bordé, constituant la coque du navire, sur la quille préalablement établie, et ensuite seulement à insérer la membrure à l'intérieur de la coque. » Pour la première fois, cette méthode du bordé premier est évoquée pour les bateaux grecs et romains par Lionel Casson en 1962, à propos de quelques épaves dont celle du Titan. Il fait transparaitre cette possibilité lors de l'analyse d'un écrit de Fernand Benoit relatant les fouilles du Grand-Congloué et qui envisage ce que peut être  l'architecture navale,. Il la confirme en 1963 en reprenant la lecture du bas-relief de la tombe du charpentier de marine P. Longidienus qu'il confronte à l'examen d'épaves grecques et romaines dont celle du Titan. En 1972 Lucien Basch retient cette méthode coquille première notamment pour le Titan, alors qu'il émet des réserves pour d'autres épaves. Enfin en 1973 Patrice Pomey, incluant le Titan, en fait une synthèse. Deux conditions paraissent nécessaires mais insuffisantes à savoir le mode d'assemblage des planches du bordé et la position des chevilles traversant les tenons d'assemblage du bordé, alors que des chevilles posées depuis l'intérieur de la carène et l'absence complète de liaison entre la quille et les couples sont suffisantes,.
Depuis l'étambot à l'étrave, la longueur hors tout du bateau est estimée à 25 mètres. Sa largeur ne peut pas être précisée, les membrures n'étant conservées que sur 1,5  à   2 m de part et d'autre de la quille. Au mieux une membrure amorce une courbure à 2 m de la quille donnant un fond de carène de 4 m. En supposant une cargaison de 700 amphores de 50 kg chacune, le port en lourd est au minimum de 35 tonnes. Toutefois une telle estimation parait très inférieure au tonnage maximum réel du navire. Quoi qu'il en soit, Philippe Tailliez décrit cette épave : « On dirait une gigantesque arête de poisson, une échelle aux barreaux très serrés ».

#### Équipement

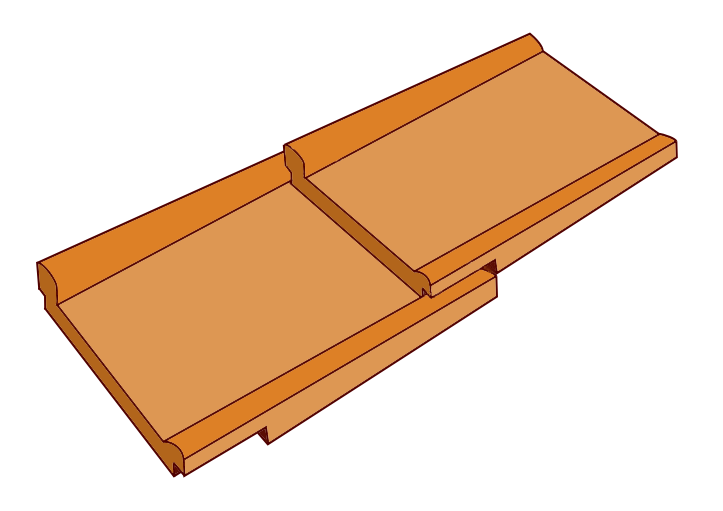
Chevauchement de deux tegulae.

Comme cela est usuel les superstructures ont disparu. Cependant parmi les tessons, se trouvent des fragments de tegulae — tuiles plates à rebord en quart de rond. Dès 1952, Nino Lamboglia à l'occasion de la fouille de l'épave d'Albenga suppose que ces terres cuites architecturales participent à la couverture d'une cabine probablement située à la poupe, ou qu'elles recouvrent le pont toujours à la poupe ou à la proue. La première hypothèse est reprise par Fernand Benoit en 1958 puis Philippe Tailliez en 1961 à propos de l'épave du Titan,. De nouveau en 1961 Benoit rapprochant les épaves du Grand-Congloué et du Titan pense que la « cabine pouvait être recouverte de tuiles, ainsi que le montre un moule en terre cuite provenant des fouilles de la rue Impériale à Marseille, ». Cependant Patrice Pomey en 1981, sans méconnaître cette source figurée, est plus nuancé et estime qu'il ne faut pas généraliser. En effet, pour lui, la présence de tuiles sur une épave n'est pas obligatoirement une preuve de leur utilisation comme couverture, car souvent leur trop petit nombre ne permet pas un tel usage.

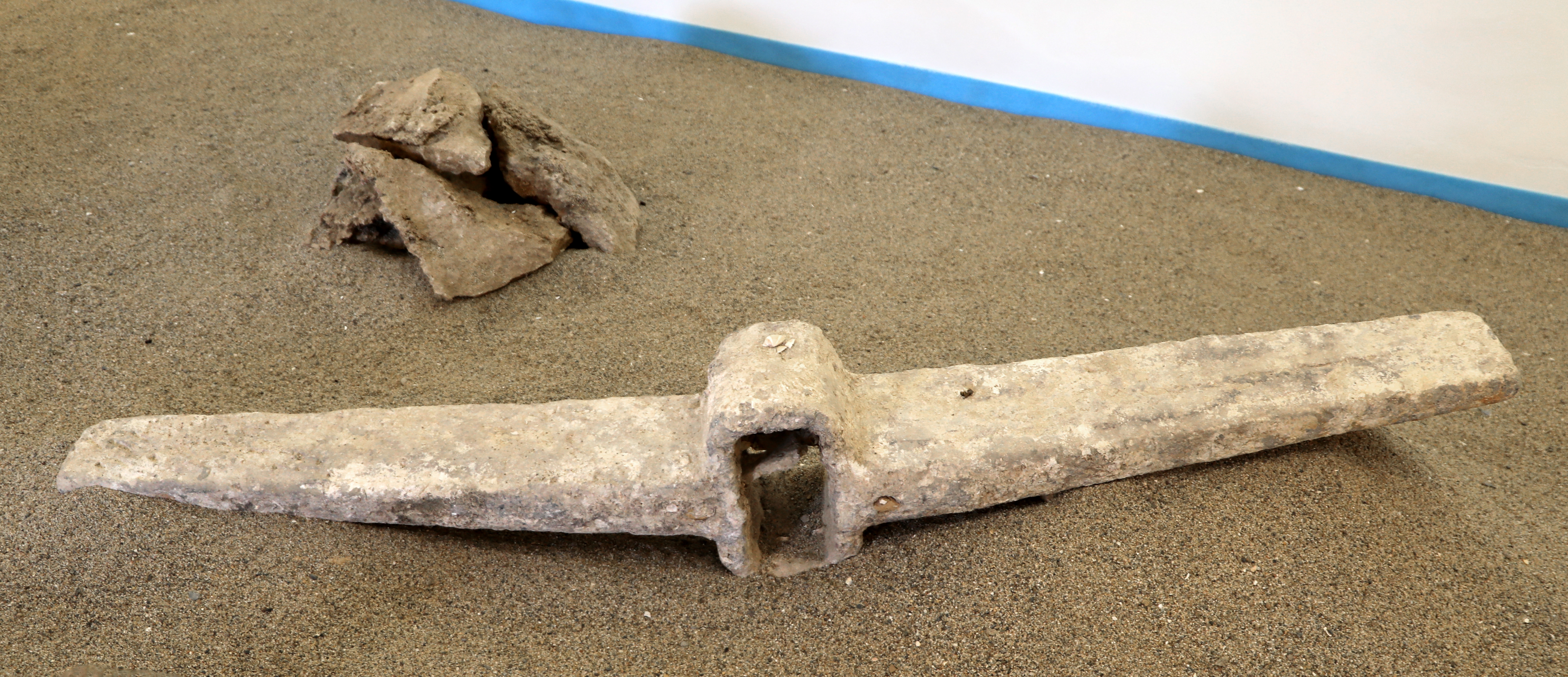
Jas d'ancre romaine en plomb.

Les éléments en plomb sont presque tous destinés à la navigation. Ainsi, en octobre 1954, lors de l'expertise du site, Philippe Tailliez note « entre les points 4 et 5, [un] jas d'ancre en plomb de forme romaine classique, preuve irrécusable de la présence du navire. » Sachant que l'équipe de Tailliez découvre très probablement l'étambot au sud du chantier de fouille, il lui apparait bien que la proue est située au nord du gisement orienté nord-sud. Ceci concorde avec la présence du jas d'ancre. Cependant, si la localisation de ce dernier est donnée, aucune indication n'apparait sur son orientation. Or, en 1964, Frédéric Dumas précise bien que « si chaque trouvaille d'ancre primitive en pierre, de jas en plomb, avait été notée d'une façon précise (lieu, orientation) et enregistrée par un organisme unique, on pourrait dès maintenant, en portant ces renseignements sur une carte, préciser quelques idées sur la navigation de l'Antiquité. »

Principe d'une pompe à chapelet romaine.

La suceuse déverse aussi plusieurs tuyaux de plomb de cinq centimètres de diamètre correspondant probablement à des fragments de la pompe de cale tels qu'ils se trouvent sur les épaves du Grand-Congloué et d'Albenga,. Ceci suppose, comme cela est connu des Romains, que l'eau de sentine — eau de cale — est évacuée par une pompe à chapelet qui comprend des plateaux circulaires enfilés par une chaîne sans fin et fixés de proche en proche sur sa longueur. « Cette chaîne parcourt le corps de la pompe, et ces plateaux, d’un diamètre presque égal à celui de l’âme de la pompe, forcent l'eau qu'ils y rencontrent dans la partie inférieure, à s'élever. » L'intérieur des tuyaux constituent alors cette âme.
Une rouelle de bois à jante convexe accompagne ces tuyaux. Celle-ci possède un trou central creusé de deux entailles qui peut servir à l'engrenage d'un pignon denté. Elle n'est jamais mentionnée en première intention parmi les objets trouvés. Toutefois, Philippe Tailliez la figure dans son écrit de 1961 et la légende stipule qu'il s'agit d'une « pièce de cabestan ou poulie de transmission à cran d'arrêt en bois. » Puis Fernand Benoit la décrit et la figure en 1961 lui donnant un diamètre de 14 cm. Comme Marie-Brigitte Carre, il suppose que cette pièce est « à raprocher peut-être d'une partie du mécanisme de la pompe de cale. »
Il se trouve un « pot » de plomb, muni d'un anneau de fixation, dont l'intérieur creux est hémisphérique. Le rebord porte quatre trous carrés pour le passage d'une corde. D'usage incertain, il s'agit peut-être d'un plomb de sonde servant à évaluer la profondeur de l'eau et dont le creux contenant du suif ou de la poix permet de prendre l'empreinte — connaître les sédiments — du fond marin. Ces éléments permettent selon les circonstances la navigation ou un ancrage sûr.
Les derniers éléments en plomb sont des lamelles et une bande de plomb en fer à cheval de 8,6 cm de diamètre ayant pour épaisseur 5 mm, percée de deux trous ronds aux extrémités, d'usage indéterminé — avec beaucoup de précautions ces éléments font discuter une réparation. De toute autre nature, la suceuse ramène des clous de bronze.

## Datation du naufrage
En 1958, Fernand Benoit s'appuie sur le synchronisme du matériel de bord, notamment des céramiques campaniennes (type B), des lampes à huile (Dressel 3 d'époque républicaine) et des pièces de monnaie — 89 av. J.-C. étant un terminus post quem — pour dater l’épave. Il adjoint, selon Philippe Tailliez, l'aspect des amphores, et du navire — proche de la Galère de César estime-t-il — pour retenir comme époque la fin de la République romaine vers 50  à   45 av. J.-C. De façon même plus précise, il émet comme hypothèse que le poisson transporté est destiné au ravitaillement des armées de César lors de la guerre des Gaules qui voit le siège de Marseille en 51  à   49 av. J.-C. Cette date est ensuite reprise par de nombreux auteurs dont Anthony John Parker ou Bernard Liou ou encore au début des années 2000 Robert Étienne et Françoise Mayet. Néanmoins elle n'est pas toujours retenue. Ainsi en 1958 et en 1961, Nino Lamboglia note qu'une décoration de palmettes liées en losange  sur la tasse plate (Lamb. 8) se retrouve également sur une céramique similaire de l’épave de Spargi. Or cette épave date de la fin du IIe siècle av. J.-C. Ceci lui fait dater l'épave du Titan aux années postérieures à 80 av. J.-C., Puis en 1973, Jean-Paul Morel à l'occasion d'un travail qui reprend la classification des céramiques campaniennes estime que l'épave date de 75  à   65 av. J.-C. En 2016, Kevin Quillon constate la difficulté de proposer une chronologie certaine à cette épave. Ceci tient notamment à l'incertitude concernant le moment de production des lampes Dressel 3 (100 av. J.-C. – 37 apr. J.-C.) comme à celle de la céramique campanienne B-oïde. Reprenant la décoration de palmettes liées en losange sur une céramique du matériel de bord de l’épave de Spargi, il note bien que cette épave date de la fin du IIe siècle av. J.-C., mais Jean-Paul Morel évoque une évolution de cette estampille jusqu'au milieu du Ier siècle av. J.-C. Alors Kevin Quillon note que sur trois épaves, dont le matériel de bord est très similaire à celui de l'épave du Titan, une marque ressemblante est portée par trois bols Lamb. 8. Ces épaves sont datées, qu'il s'agisse celle de la Madrague de Giens en 75  à   60 av. J.-C., de celle de Planier 3 au milieu du Ier siècle av. J.-C. ou de celle de Fos 1 en 50  à   40 av. J.-C. Reprenant l'étude du matériel de ces trois épaves, il apparait que la patère à rebord vertical au fond plat (Lamb. 5 ; Morel 2272a), prototype de la patère arénine, est plus évoluée que les céramiques de la même forme, ainsi en est-il pour le Planier 3. Admettant qu'il s'agit du marqueur chronologique le plus tardif de l'épave, Kevin Quillon rejoint « les propositions qui voyaient un naufrage se situant dans les années postérieures au milieu du Ier siècle av. J.-C. »

## Participants à la fouille

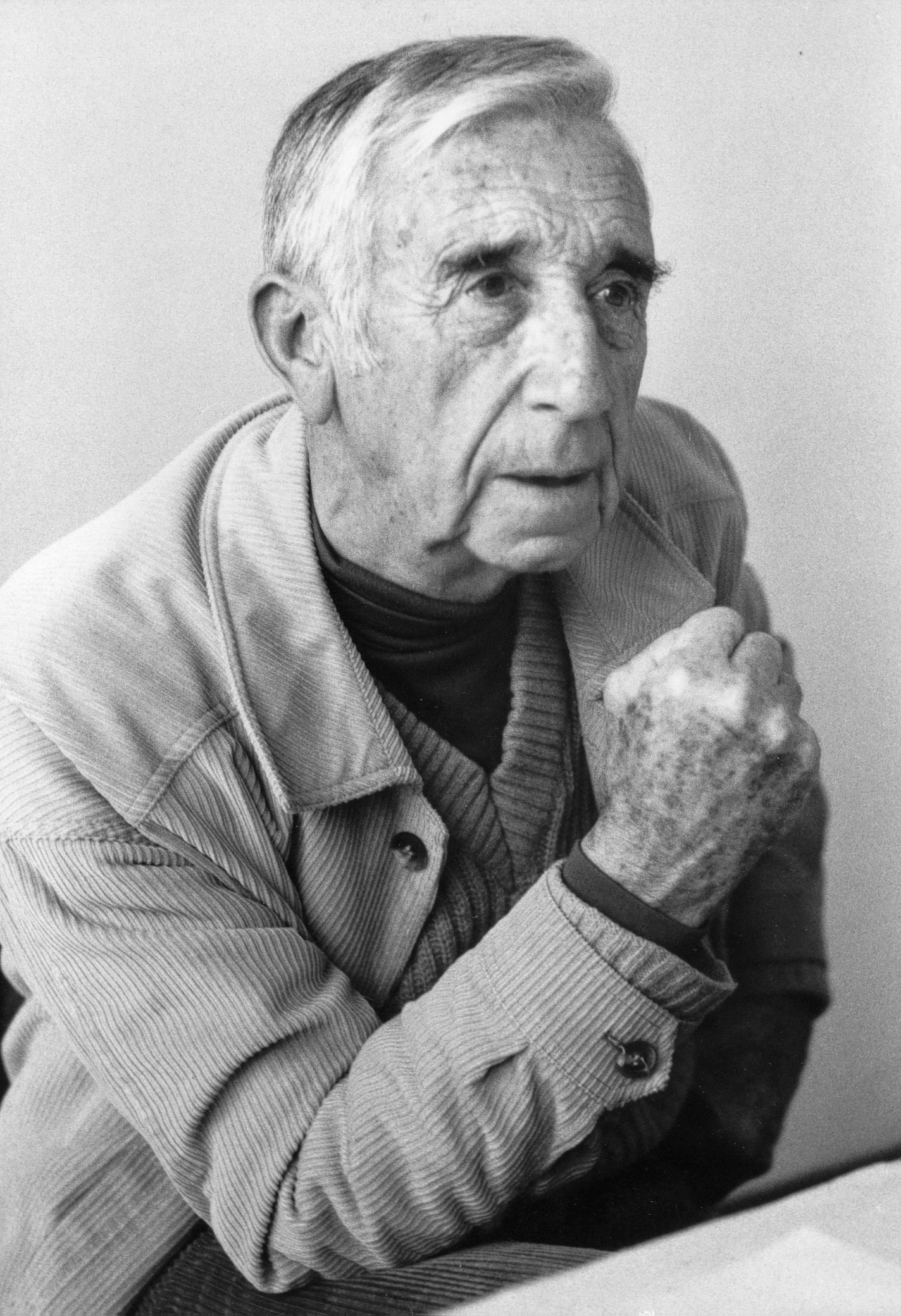
Philippe Tailliez en 1982.

Philippe Tailliez mentionne certains participants à la fouille du Titan,. Ainsi, il précise qu'il lui « fallait en permanence une équipe d'une douzaine de plongeurs, sans compter les mécaniciens et gabiers assurant la marche des divers engins de surface. » Il décide de constituer son équipe avec des marins militaires. Il prend donc, avec l'accord de leur commandant, par roulement des volontaires lors de leur permission. Autour des nageurs de combat du commando Hubert rentrés après la crise du canal de Suez, il adjoint des plongeurs démineurs et des plongeurs de bord. De la sorte, il intègre « autour d'un noyau solide et permanent les plongeurs nouveaux » d'emblée qualifiés. Par ailleurs, sans les nommer, il précise que « d'autres officiers, excellents plongeurs, vinrent, à tour de rôle, prendre part aux opérations ». Les témoignages de participants, quel que soit leur statut, non relatés par Tailliez indiquent bien que tous ne sont pas cités,,,,. Il apparait aussi que tous n'ont pas une activité subaquatique. Néanmoins l'engouement pour cette épave est marqué par de nombreuses demandes de plongées formulées lors des fouilles par les civils avertis.
| Nom                     | Plongée            | Statut                                            | Rôle                                                                                    |
| ----------------------- | ------------------ | ------------------------------------------------- | --------------------------------------------------------------------------------------- |
| Jacques Piroux          | 1952 - 1953 - 1957 | plongeur civil                                    | inventeur                                                                               |
| Philippe Tailliez       | 1954 - 1957        | capitaine de frégate                              | directeur                                                                               |
| Fernand Benoit *        | x                  | archéologue                                       | directeur XIIe circonscription des antiquités historiques (Provence littorale et Corse) |
| Pierre Barjot *         | x                  | vice-amiral d'escadre préfet maritime IIIe région | autorisation                                                                            |
| Félix Ortolan           | 1954               | capitaine de frégate                              |                                                                                         |
| René Chauvin            | 1954               | capitaine de corvette                             | commandant de l' Ingénieur Élie Monnier                                                 |
| Pierre de Clarens       | 1957               | lieutenant de vaisseau                            | coordination                                                                            |
| Jean-Adrien Gouel       | 1957               | officier de 1e classe des équipages de la flotte  | commandant du Pachyderme                                                                |
| Jacques Vallance *      | x                  | ingénieur mécanicien de 1e classe de la Marine    | équipement du Chaland 26                                                                |
| Paul Gendron            |                    | officier des équipages de la flotte               | commandant du Sahel                                                                     |
| Jean-Paul Pinard        | 1954 - 1957        | maître principal torpilleur                       |                                                                                         |
| Robert Auger            | 1957               | maître fusillier                                  |                                                                                         |
| Jacques                 | 1957               | maître de manœuvre                                |                                                                                         |
| Deguerres               | 1954 - 1957        | second maître                                     |                                                                                         |
| Roger Morvan            | 1957               | second maître                                     |                                                                                         |
| Sénéchal                | 1957               | second maître                                     | fonctionnement des compresseurs                                                         |
| Treville                | 1954 - 1957        | second maître                                     |                                                                                         |
| Maurice Cathelineau     | 1957               | quartier-maître                                   |                                                                                         |
| Guillemot               | 1954 - 1957        | quartier-maître                                   |                                                                                         |
| Henri/Yves Guillerme    | 1954 - 1957        | quartier-maître                                   |                                                                                         |
| Roussel                 | 1954               | quartier-maître                                   | affecté à la suceuse                                                                    |
| Willy Schaufelberger    | 1957               | quartier-maître                                   |                                                                                         |
| André Tonetti           | 1957               | quartier-maître                                   |                                                                                         |
| Alemany                 | 1957               | matelot-gabier                                    |                                                                                         |
| Jacques Boisseau        | 1957               | plongeur militaire                                |                                                                                         |
| Bernard Cabréjas,       | 1954 - 1955        | matelot (plongeur au GERS)                        |                                                                                         |
| Guy Delas               | 1957               | matelot                                           | tâches administratives                                                                  |
| Bernard Lacosta         | 1957               | matelot (plongeur démineur)                       |                                                                                         |
| Gilbert Agnès           | 1954               | dessinateur de bureau d'études du GERS            | croquis sous-marins                                                                     |
| Jacques Ertaud          | 1954 - 1957        | photographe et cinéaste du GERS                   | prises de vues                                                                          |
| Pierre Cabarrou         | 1954               | médecin principal                                 | encadrement médical                                                                     |
| Lamblin                 | 1957               | étudiant école de santé navale                    | encadrement médical                                                                     |
| Lapèze                  | 1957               | étudiant école de santé navale                    | encadrement médical                                                                     |
| Garmyn                  | 1957               | quartier-maître infirmier                         | encadrement médical                                                                     |
| René Raymond-Trouchet   | 1954               | pharmacien-chimiste principal                     | encadrement médical                                                                     |
| Georges Beuchat         | 1957               | plongeur civil                                    |                                                                                         |
| Paul Beuchat            | 1957               | plongeur civil                                    |                                                                                         |
| Jean-Pierre Charvoz     | 1954 - 1957        | plongeur civil                                    | donne les amers                                                                         |
| Georges Delonca         | 1957               | plongeur civil                                    |                                                                                         |
| Frédéric Dumas          | 1962               | plongeur civil                                    |                                                                                         |
| Paul Georgeot           | 1957               | plongeur civil                                    | conservateur du muséum de Toulon                                                        |
| Yves Girault            | 1957               | plongeur civil                                    | 1953 ; devient directeur fouilles Grand-Conglouë                                        |
| Gérard Loridon          | 1957               | plongeur civil                                    | ex-matelot plongeur au GERS                                                             |
| Prince Napoléon         | 1957               | plongeur civil                                    |                                                                                         |
| Princesse Napoléon      | 1957               | plongeur civil                                    | ancienne élève de F. Benoit                                                             |
| Éliane Piroux           | 1952               | plongeur civil                                    | épouse de l'inventeur                                                                   |
| Ada Rebikoff            | 1953               | plongeur civil                                    |                                                                                         |
| Dimitri Rebikoff        | 1953               | plongeur civil                                    | clichés sous-marins dans presse novembre 1953                                           |
| Yvonne de Rolland-Dalon | 1955               | plongeur civil                                    |                                                                                         |
| Bernard Tailliez        | 1957               | plongeur civil                                    |                                                                                         |
| Paulette Bailly *       | x                  | gardien du phare du Titan                         | assure les repas à terre                                                                |
| Gill Faure *            | x                  | archéologue                                       | conservation des bois et des métaux                                                     |
| Charles Lagrand *       | x                  | archéologue                                       | dessins des pièces et selon descriptions                                                |
| André Mauric *          | x                  | architecte naval                                  | dessins des pièces et selon descriptions                                                |
| Vladimir Nesteron       | 1955               | plongeur civil                                    | prélèvement délictueux d'amphores                                                       |
| Michel Peberejski       | 1955               | plongeur civil                                    | prélèvement délictueux d'amphores                                                       |

Ce ressenti spectaculaire apparait aussi dans les séquences filmées, destinées avant tout à restituer à terre les différentes phases de la fouille. Elles permettent aussi à Philippe Tailliez de réaliser en 1957 L'Épave du Titan, et à Jacques-Yves Cousteau d'en intégrer quelques-unes à un film qui est censé ne traiter que de l'épave du Grand-Congloué.

## Difficultés
Comme toute épave, celle du Titan est figée depuis son naufrage. De ce fait, Philippe Tailliez conclue à l'issue la campagne de fouille à l'intérêt de l'archéologie sous-marine en regard de l'archéologie terrestre. D'une part tous les éléments sont de même date, « ils constituent donc une tranche de civilisation », d'autre part ces restes ne portent « aucune altération, aucune destruction du fait de l'homme. » Néanmoins de nombreux problèmes sont apparus. Ainsi au fur et à mesure de la fouille, Philippe Tailliez constate qu'il se crée « un fond sinistre et maculé de sable, un champ de sépultures profanées, semé de boîtes de conserves, de débris de toutes sortes que nous avons jetés du chaland au fil des jours, sans nous en soucier. » En 1990 de tels désordres peuvent encore se produire, et ils incitent André Tchernia et Patrice Pomey à rappeler notamment le « principe élémentaire mais fondamental […] d'une archéologie sous-marine bien faite [qui] s'efforce en permanence de rendre le gisement propre et lisible ».
Par ailleurs Philippe Taillez fait remarquer qu'en absence d'autre solution et le temps pressant, « il faut se résoudre à une solution barbare qui consiste à scier la quille en deux morceaux de huit mètres chacun ». Toutefois cette « solution barbare » reste bien mise en œuvre par des plongeurs archéologues professionnels que ce soit en 1974 avec l'épave Port-Vendres 1 ou en 2011 avec Arles-Rhône 3,. Se pose aussi le problème de la conservation des bois gorgés d'eau de la coque qui se délitent en présence d'oxygène. À la date du relevage aucune méthode, malgré les questions posées à plusieurs spécialistes, ne peut être retenue. Finalement ces bois enveloppés dans des chiffons sont entreposés à la Tour royale dans des caisses contenant de la sciure. Ils doivent ainsi subir un sèchage progressif. Deux ans plus tard il s'avère qu'il est toujours possible de les scier, ils dégagent alors une odeur d'ambre, de musc et de cèdre. Cependant en 2007 le sujet est toujours d'actualité et Myriame Morel-Deledalle affirme, à propos des traitements et conservation des épaves, que « l’on sait à quel point le traitement des bois gorgés d’eau de grandes dimensions est aléatoire et reste l’aventure d’une intervention unique sur un objet unique. » Toujours à propos des bois, Paul Adam, secrétaire général de la Commission internationale d'histoire maritime, indique leur disponibilité après la fouille. Mais à sa connaissance aucun relevé soit in situ soit plus tard n'est semble-t-il disponible pour des études ultérieures. En 1969 il ignore où les uns ou les autres se trouvent. Enfin faute de temps, le chantier est fermé alors que Philippe Tailliez estime qu'au moins quinze jours supplémentaires sont nécessaires pour dégager les restes enfouis par le sable. Effectivement Frédéric Dumas plonge sur le site le 27 décembre 1962 et constate que « le sable qui restait dans la cuvette bordée de roches après que la cargaison d'amphores et les vestiges du bateau aient été enlevés, a maintenant disparu. » Il retrouve sur la roche « divers objets, tels que des ancres romaines, amphores et tessons de poteries ». En 2022 il n'existe plus de vestige.

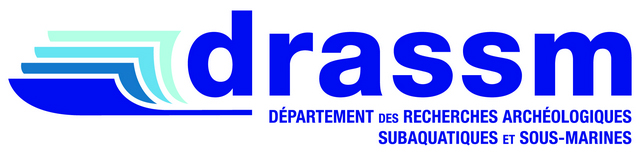
Logotype du DRASSM.

En 1962 et 1963, les fouilles du Grand Congloué et du Titan, qui sont les deux premières recherches archéologiques sous-marines menées en France, ouvrent une polémique entre Paul Adam et Fernand Benoit. Le premier, malgré l'importance du travail de Philippe Tailliez supervisé par Fernand Benoit, qu'il reconnait, reproche un manque méthodologique comparant par exemple la suceuse à « un bulldozer ». Il assimile ces travaux à « des déblaiements ou des récuparations et non à des fouilles archéologiques dignes de ce nom. » Il indique n'avoir aucune proposition pour que l'archéologie sous-marine accède « au rang de discipline scientifique ». Toutefois à ses yeux un archéologue chargé d'un secteur terrestre ne peut pas diriger un chantier sous-marin. Il propose donc d'attribuer à un archéologue spécialisé l'organisation à terre du chantier et l'interprétation des résultats alors que la direction de la fouille proprement dite revient à un plongeur professionnel — aidé par des amateurs — car on ne peut pas être les deux à la fois,. Mais Fernand Benoit, qualifié de « pionnier de l'archéologie sous-marine », défend ces deux fouilles ainsi que leurs rapports et s'oppose à l'idée de « confier aux marins-plongeurs la direction ». Il propose de créer un « Institut d'archéologie navale [avec] un Centre d'études sous-marines [dont la charge est] un enseignement portant sur l'architecture navale et l'archéologie sous-marine […] doté d'un laboratoire d'architecture navale […] et d'un Centre de documentation d'archéologie navale ». L'idée est donc de former des archéologues-plongeurs. Ce besoin d'organisation et d'une législation luttant contre le pillage incitent  André Malraux à créer en 1966 la Direction des recherches archéologiques sous-marines (DRASM). Elle devient en 1991 le Département des recherches archéologiques subaquatiques et sous-marines (DRASSM) qui se définit ainsi :

« Le DRASSM a pour vocation de gérer le patrimoine archéologique subaquatique et sous-marin sur le territoire français soit plus de 11 millions de km2. Il est ainsi compétent pour toutes les recherches archéologiques nécessitant le recours à la plongée. »

#### Écrits de Philippe Tailliez
- Philippe Tailliez (photogr. GERS), « L'archéologue et le plongeur » (voir section « L’épave du Titan »), Revue maritime, Paris, Librairie militaire de L. Baudoin, no 136,‎ août-septembre 1957, p. 1091-1097 (ISSN 0335-380X, BNF 34374990).Cette section traite l’épave du Titan. Elle ne s'intéresse qu'à la période antérieure à la fouille proprement dite.
- Philippe Tailliez, « Travaux de l’été 1958 sur l’épave du « Titan » à l’île du Levant (Toulon) », dans Congrès international d'archéologie sous-marine et Institut international d'études ligures, Actes du IIe Congrès international d'archéologie sous-marine : Albenga, 1958 [« Atti del 2e Congresso internazionale di archeologia sottomarina, Albenga [e Alassio], 1958 »], Bordighera, Institut international d'études ligures [Istituto internazionale di studi liguri], 1961, 390 p., 28 cm (OCLC 490746090, BNF 32966270, SUDOC 047478160), Parte prima. Ricerche sottomarine, p. 175-198. Il s'agit de l'exposé cardinal qui rend compte de la mise en œuvre et des résultats de la fouille. Cet exposé est l'œuvre de l'organisateur avec la collaboration de Fernand Benoit, Danièle Mouchot et les illustrations de Charles Lagrand, tous de la direction de la XIIe circonscription des antiquités historiques (Provence littorale et Corse)[51].
- (en) Philippe Tailliez (trad. du français, ill. Charles Lagrand), « Titan », dans Joan du Plat Taylor (éditeur), Jacques-Yves Cousteau (préface) et World Confederation of Underwater Activities, Marine archaeology : developments during sixty years in the Mediterranean [« Archéologie marine : développements pendant soixante ans en Méditerranée »], London, Hutchinson, 1965 (réimpr. 1966, 2010), 2e éd. (1re éd. 1964), 208 p., numérique (OCLC 564383352, lire en ligne  [PDF]), 3 - Some notable wreck excavations, p. 76-93.Traduction, avec dessins mais sans cliché, de Philippe Tailliez, « Travaux de l’été 1958 sur l’épave du « Titan » à l’île du Levant (Toulon) », dans Actes du IIe Congrès international d'archéologie sous-marine, 1961.
- Philippe Tailliez, Nouvelles plongées sans câble : 1943-1966 (titre 1e édition : Plongées sans câble), Grenoble, Arthaud, coll. « Clefs de l'aventure, clefs du savoir », 1e trimestre 1967 (réimpr. 1960, 1978), 3e éd. (1re éd. 1954), 378 p., 20 cm (BNF 33188235), V  Des navires nommés Clio, « Le Titan, une arête de poisson géante », p. 114-157. Cet ouvrage rapporte l'expérience de l'auteur. Bien que certainement exact, il ne fait pas preuve d'une rigueur scientifique absolue. Toutefois il contient des informations absentes de l'exposé au Congrès d'Albenga en 1958.
- Philippe Tailliez (photogr. Rachel Théret et Jacques Ertaud), « Les amphores du Titan », Plongeurs International, Choisy-le-Roi, Édition CIPI presse, no 30,‎ juin 2000, p. 92-96 (ISSN 1282-5980, BNF 36135993).Le récit de Philippe Tailliez n'intéresse que sa première vision subjuguée de l'épave. Il reprend Nouvelles plongées sans câble. Les clichés, en rapport avec la fouille, comprennent comme seul inédit le transfert d'un bois de la coque sur un quai de Toulon.

#### Écrits de Fernand Benoit
- Fernand Benoit (président), Félix Ortolan, Jacques Piroux et al. (photogr. Philippe Tailliez, Jacques Piroux et Dimitri Rebikoff), « Épave de l’Esquillade. Plongées en Grèce. Archéologie et géologie marines. Allocution de M. l’ingénieur Ravina. Photographie sous-marine. La galère de Mahdia. La priorité de l’inventeur. Appel à l’union entre clubs : dimanche 19 juin, à 15 h 30 » (sessions du premier Congrès international d'archéologie sous-marine organisé par le Club alpin sous-marin à Cannes et à Marseille les 18, 19 et 20 juin 1955), Bulletin officiel du Club alpin sous-marin, Cannes, Club alpin sous-marin, no 8,‎ 1956, chap. V vues 1-5 (ISSN 2021-9008, lire en ligne [8 n°, 21 cm], consulté le 6 mai 2022). Parmi d'autres rapports, Jacques Piroux expose son invention de l'épave du Titan. Ce récit, fait par son auteur, parait unique.
- Fernand Benoit, « Épaves de la côte de Provence : Typologie des amphores », Gallia, Paris, CNRS Éditions, vol. 14, no 1,‎ 1956, p. 23-24, 29-30 (e-ISSN 2109-9588, lire en ligne, consulté le 2 mai 2022)
- Fernand Benoit, « Nouvelles épaves de Provence », Gallia, Paris, CNRS Éditions, vol. 16, no 1,‎ 1958, p. 5-17 Épave du Titan à l'île du Levant (e-ISSN 2109-9588, lire en ligne, consulté le 2 mai 2022). Fernand Benoit fait l'analyse archéologique de la fouille. Cet écrit est l'une des bases de l'exposé de Philippe Tailliez au Congrès d'Albenga de 1958.
- Fernand Benoit, « La création d’un institut d’archéologie navale », L'Aventure sous-marine, Paris, Éditions Albin Michel, no 21,‎ 1959, p. 16-17 (lire en ligne [PDF], consulté le 6 mai 2022).
- Fernand Benoit, « Controverses sur la méthode scientifique de l'archéologie sous-marine » (variété), Revue archéologique, Paris, Presses universitaires de France, vol. 1,‎ janvier-juin 1963, p. 195-200 (ISSN 0035-0737, e-ISSN 2104-3868, JSTOR 41753139, lire en ligne , consulté le 20 mai 2022).Cet article de Fernand Benoit répond à deux écrits de 1962 de Paul Adam dans Archéologie sous-marine, no 1, p. 156-160 et dans La Revue maritime, no 191, p. 967-972, par ailleurs référencés.

#### Autres écrits
- D[imitri] Rebikoff, « Les trésors des mers », Point de vue – Images du Monde, Paris, Point de vue, Images du Monde, 9e année, nouvelle série, no 283,‎ 5 novembre 1953, p. première de couverture, 12-15 et 24 (ISSN 0750-0475, BNF 34383201). Sur la première de couverture figure au sommaire « Le Dr Piroux découvre par 28 mètres de fond un navire grec coulé il y a 2 000 ans », la légende du cliché est : « Ondine Piroux (8 ans) présente une amphore de 2 000 ans découverte par son père au large de Port-Cros. »L'article est de Dimitri Rebikoff. Cet article fait part au public de l'existence de l'épave du Titan avec de beaux clichés. Ceux-ci ne sont pas attribués et pour certains au moins ne sont certainement pas de l'auteur car lui-même se trouve sur des photographies.
- Paul Adam, Paul Gille et Paul-Marie Duval, « Archéologie sous-marine » (compte-rendu de : Fernand Benoit, « Fouilles sous-marines. L'Épave du Grand Congloué à Marseille »), Journal des savants, Paris, Académie des inscriptions et belles-lettres, no 2,‎ juillet-septembre 1962, p. 156-172 (ISSN 1775-383X, lire en ligne, consulté le 22 juin 2022).
- Paul Adam (photogr. GERS, [Henri] Chenevée et Anonyme), « L’archéologie sous-marine », La Revue maritime : Informations. Actualités. Documentation maritime, no 191,‎ 1962issn=0335-3796 (OCLC 1367785225).
- Christian Frasson, « Contribution à l’histoire de l’océanographie : Entretiens avec… Philippe Tailliez, pionnier de la plongée », Revue de la fondation océanographique Ricard, Six-Fours-les-Plages, Fondation océanographique Ricard, no 7,‎ 1984, p. 21 (vue 23) (ISSN 0243-6663, lire en ligne [PDF], consulté le 16 juin 2022).Photographies couleur de 1957. À gauche : amphores en place – Au centre : descente d’un plongeur et tuyau de la suceuse – En haut à droite : le Chaland 26 – En bas à droite : remontée du panier plein d’amphores.
- Jean-Paul Morel, Céramique campanienne : Les formes. Deuxième tirage (texte remanié de th. État, 1973), Rome, Palais Farnèse ; École française de Rome, coll. « Bibliothèque des Écoles françaises d'Athènes et de Rome » (no 244), 1994 (réimpr. 1981), 3e éd. (1re éd. 1973), 690 p., 2 vol. (690 p. ; 240 pl.) ; 29 cm (ISBN 2-7283-0019-4, lire en ligne [PDF]). Jean-Paul Morel reprend toute la classification des céramiques campaniennes jusqu'alors proposée par Nino Lamboglia.
- Luc Long, « Épaves et sites submergés de la région d'Hyères de la préhistoire à l'époque moderne » [PDF] (no 20), sur www.portcros-parcnational.fr, Rapports scientifiques du Parc national de Port-Cros, Hyères, Parc national de Port-Cros, 2004 (consulté le 20 mai 2022), L'épave du Titan p. 86-87, 91 (vues 40-41, 45).
- X[avier] Corré, Atlas Patrimoine archéologique littoral méditerranéen (photogr. Jacques Ertaud, Philippe Tailliez, Dimitri Rebikoff, Y[vonne] de Rolland[-Dalon], Ph[ilippe] Foliot et Y[ves] Rigoir, ill. L[ouis] Ducaruge, Y[ves] Rigoir et Charles Lagrand), « Titan : Épave de navire », sur www.atlaspalm.fr, Marseille, Arkaeos ; DRASSM, s.d. [2008-2016] (consulté le 26 avril 2022). Ce site comporte en page « médiathèque » de nombreux clichés de très bonne qualité relatifs à la fouille et à ses découvertes.
- Kevin Quillon, Dominique Garcia (président), Marie-Brigitte Carre (directeur), Stéphane Mauné (jury), Darío Bernal Casasola (jury) et Stefanie Martin-Kilcher (jury), Les amphores à salaisons et sauces de poissons de Bétique et de Tarraconaise : typologie et contenu (fin de la République - Haut-Empire) (thèse de  docteur discipline : archéologie le 9 septembre 2016), Aix-en-Provence, Université d'Aix-Marseille, 2019, 3 vol. ; 30 cm (OCLC 1044743422, lire en ligne [PDF]), vol. 1 : texte p. 1-564 (vues 6-569), vol. 2 : base documentaire et annexes p. 1-312 (vues 574-885), vol. 3 : figures p. 1-426 (vues 890-1315). Travail important avec de très nombreuses références bibliographiques (vol. 1, p. 451-549 (vues 456-554)).